# Matrozenmuts

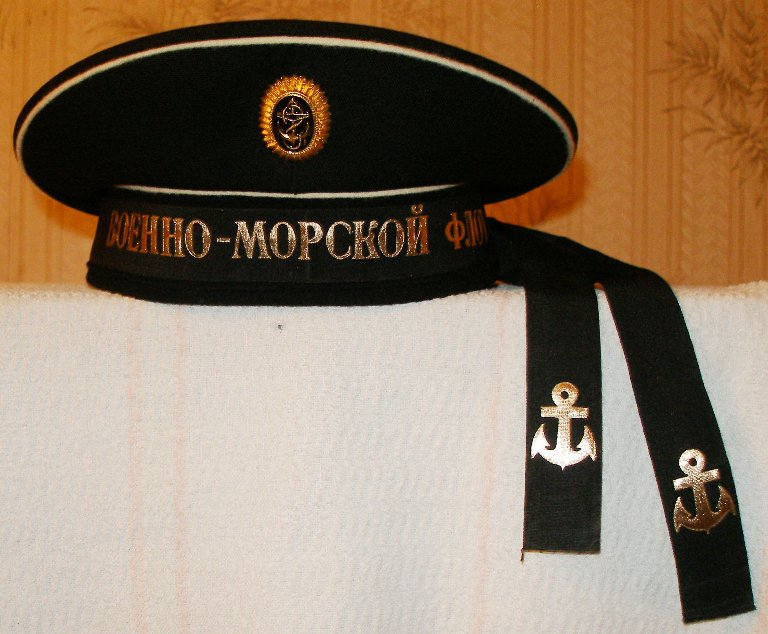
Een matrozenmuts van de Russische Marine

Een matrozenmuts is een rond, plat hoofddeksel zonder klep dat vooral door zeelieden in veel van de marines ter wereld wordt gedragen. Vaak is er een mutslint rond de opstaande rand aangebracht waarop bv. de naam van een schip of een marine staat. Bij sommige marines (bijvoorbeeld de Nederlandse Koninklijke Marine en de Deutsche Marine) hangen de uiteinden van het lint aan de achterzijde van de muts omlaag als decoratieve slingers. Bij bv. de Royal Navy worden de uiteinden van het lint in een strik boven het linkeroor samengebonden.
In oorlogstijd vervangen veel marines als veiligheidsmaatregel de naam van het schip door een algemene titel (bijv. "HMS" ("His/Her Majesty's Ship") bij de Royal Navy).
Matrozenmuts zijn soms verfraaid met een insigne, kokarde of andere accessoires.
Tot na de Tweede Wereldoorlog was het in de meeste marines de gewoonte om alleen in tropische of zomerse omstandigheden een witte matrozenmuts of een witte overtrek over de gewoonlijk diepdonkerblauwe muts te dragen.
Na de Tweede Wereldoorlog werden bij de meeste marines de matrozenmutsen voor dagelijks gebruik vervangen door andere, praktischer, hoofddeksels, zoals ‘honkbalpetten’ of baretten, die prettiger te dragen zijn en/of beter beschermen, o.a. tegen zonlicht. In de meeste marines wordt de matrozenmuts tegenwoordig algemeen nog bij formelere tenues gedragen, en is de muts standaard wit.

## Modellen
Wereldwijd worden drie verschillende modellen matrozenmutsen gebruikt.

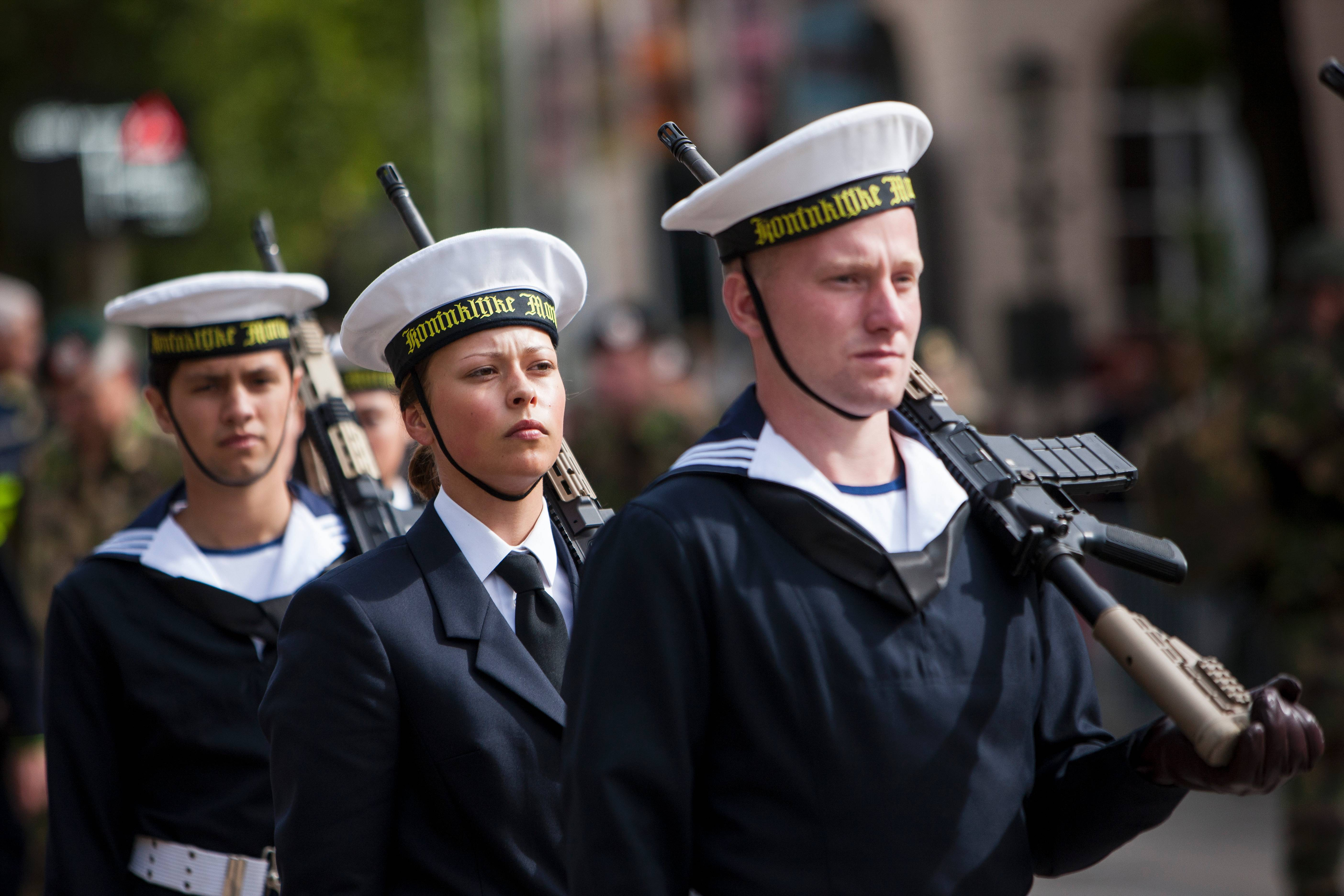
Drie matrozen van de Koninklijke Marine (2018)
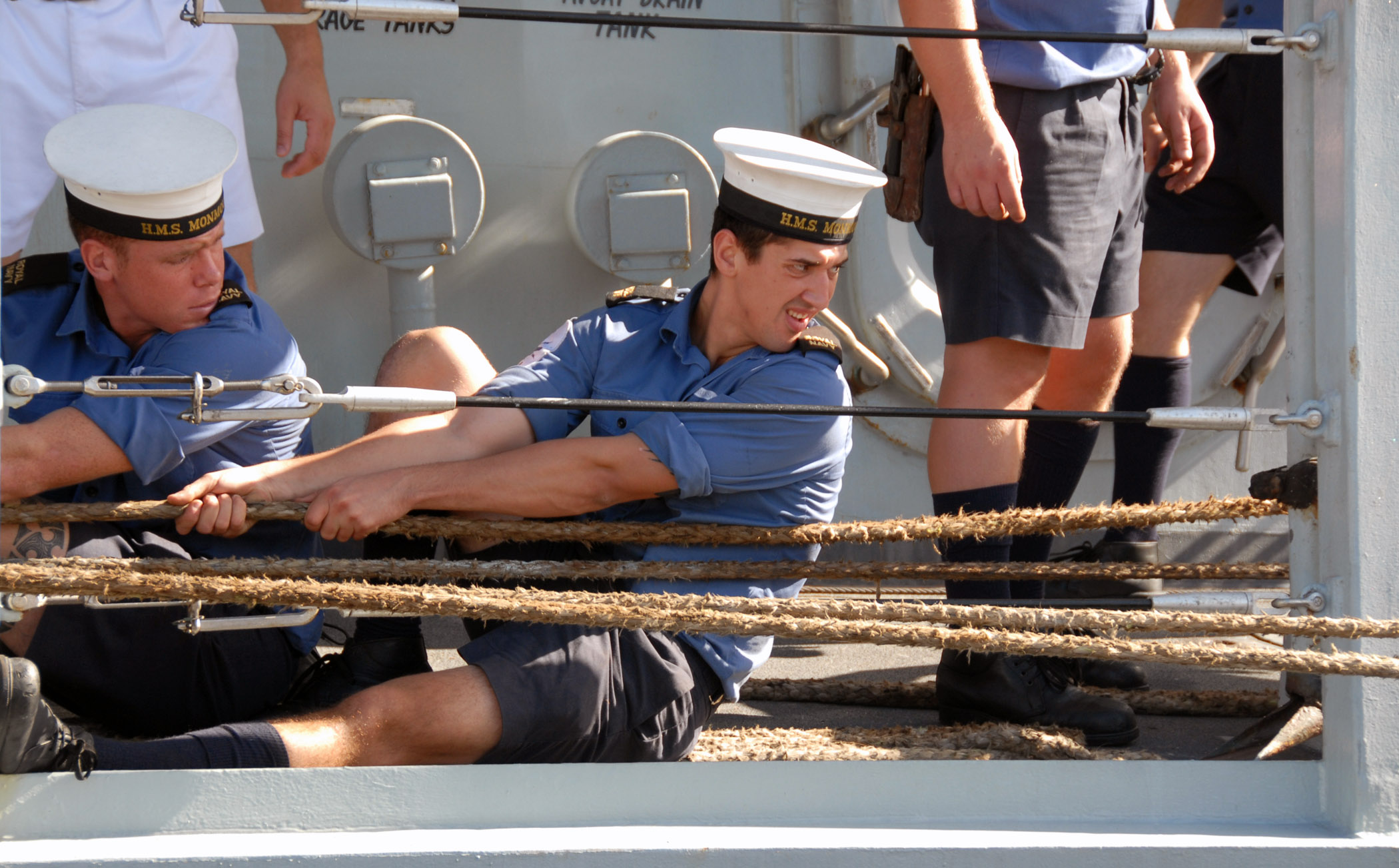
matroos van de Royal Navy
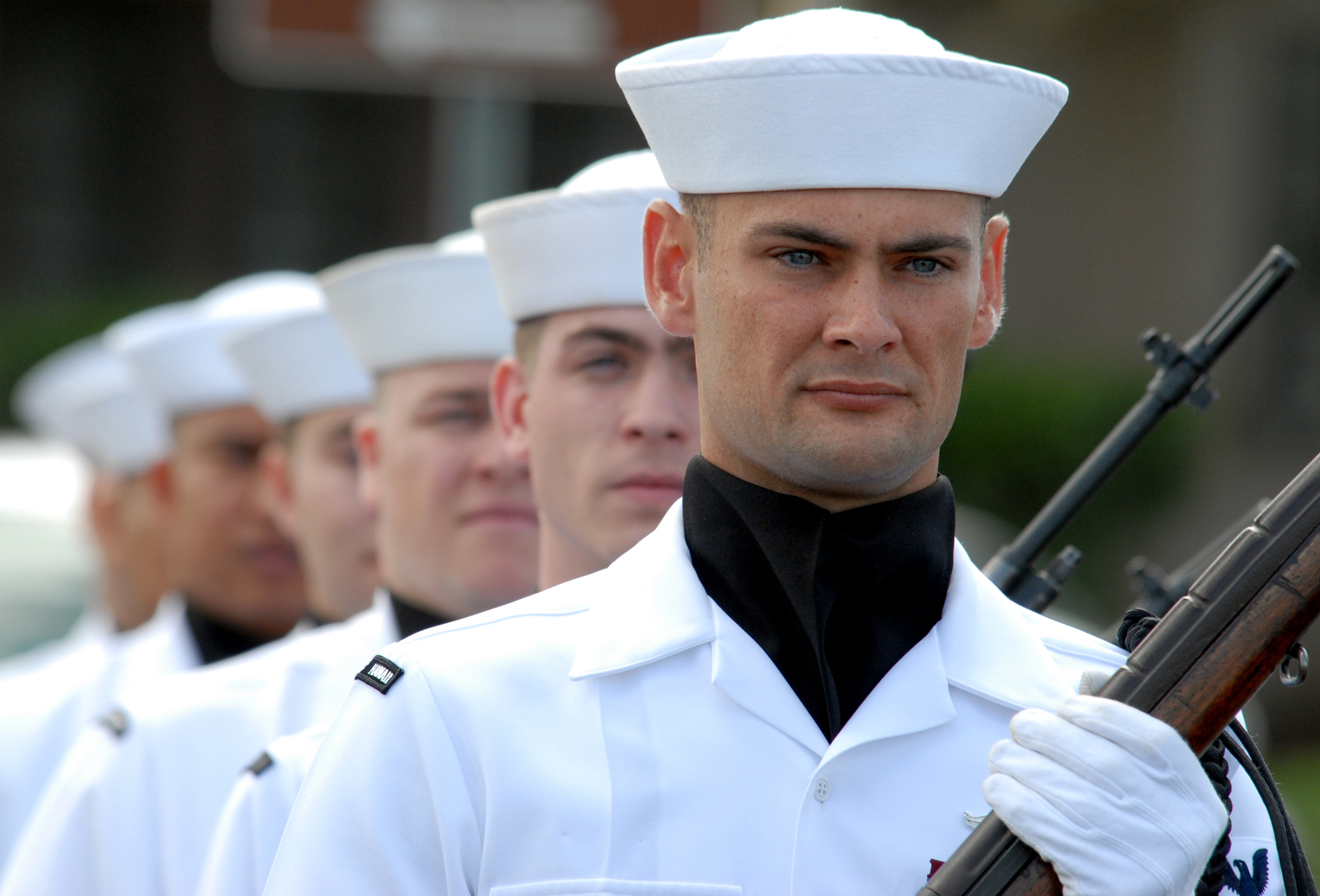
US Navy "dixie cup"

### Russisch model
Dit model wordt ook bij de Nederlandse Koninklijke Marine gedragen. Het heeft een opstaande rand met daarboven een brede, platte kroon vaak voorzien van een petveer. De kroon is aan de voorzijde van de muts hoger dan aan de achterzijde. Dit model wordt - al dan niet voorzien van een petveer - onder andere gedragen bij de marines van Nederland, Rusland, Frankrijk, Duitsland, Japan, China, Argentinië, Zweden, Denemarken, Noorwegen en Finland. Bij de Belgische Marinecomponent van Defensie werd dit model muts gedragen totdat het matrozenuniform vervangen werd door een standaard uniform met uniformpet.

### Engels model
Het “Engelse model” (‘English Pattern’) heeft een stijvere, smallere kroon met een horizontaal dak. Dit model wordt gedragen bij de Britse Royal Navy en onder andere de marines van Canada, Australië, Nieuw-Zeeland, Ierland, Thailand, Maleisië, Griekenland, Turkije, Polen, Chili, Pakistan, Spanje en Portugal. Bij de Belgische Marinecomponent van Defensie werd deze muts gedragen tijdens de Tweede Wereldoorlog en direct daarna.

### Dixie cup
Ten slotte is er de ‘dixie cup’, een geheel ander soort hoofddeksel met een afwijkende ontstaansgeschiedenis die gebruikt wordt door de US Navy en onder andere de marines van Bolivia, Filipijnen, Venezolaanse, Brazilië, Mexico en Indonesië.

Vóór 1939 werd de een "dixie cup" ook door Poolse zeelieden. Zij noemden hem de "amerykanka" (‘Amerikaanse hoed’) of "nejwihetka" (verbastering van het Engelse "navy hat").

## Geschiedenis

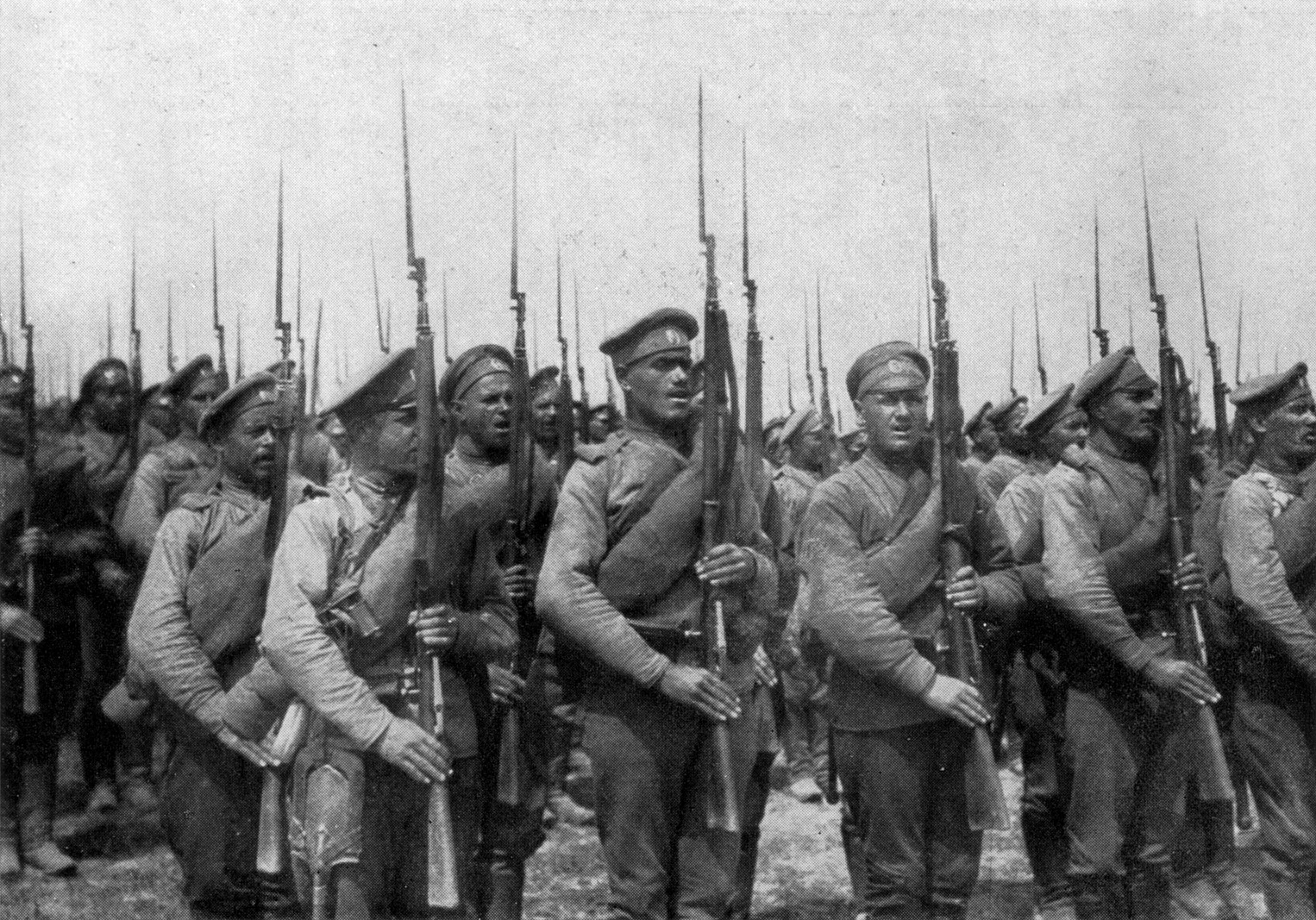
Russische landmacht in 1917. Op de tweede rij enkele infanteristen met ‘beskozyrka’ (Бескозырка)

In de eerste helft van de 19e eeuw droegen matrozen van verschillende marines zwarte hoge lakhoeden, en droegen hun lange haar in een zeer strakke vlecht omwikkeld met geteerd of geolied lint. Wanneer zeelieden van verschillende schepen elkaar in die tijd in een havencafé ontmoetten kon men bij vertrek de eigen hoed niet herkennen, want ze waren allemaal hetzelfde. Daarom begon men met krijt de scheepsnaam op de hoed te schrijven. Dit gebruik werd geformaliseerd en de scheepsnaam werd geborduurd op een lint dat om de hoed bevestigd werd.

De onpraktische hoeden en de vlechten werden in de 19e eeuw afgeschaft en vervangen door matrozenmuts, maar het lint met de scheepsnaam bleef. De losse uiteindes van het mutslint doen denken aan de omwikkelde vlecht van voorheen.
De eerste matrozenmutsen (‘beskozyrka’ (Бескозырка, nl: hoed zonder klep) werden in september 1811 geïntroduceerd als onderdeel van het uniform van de Russische marine, terwijl tegelijkertijd een identieke muts werd ingevoerd door de Russische landmacht. De Russische Marine droeg in die tijd dezelfde uniformen als de landmacht en de ‘bezkozyrka’ was praktischer aan boord dan een pet met klep.

## Nederland

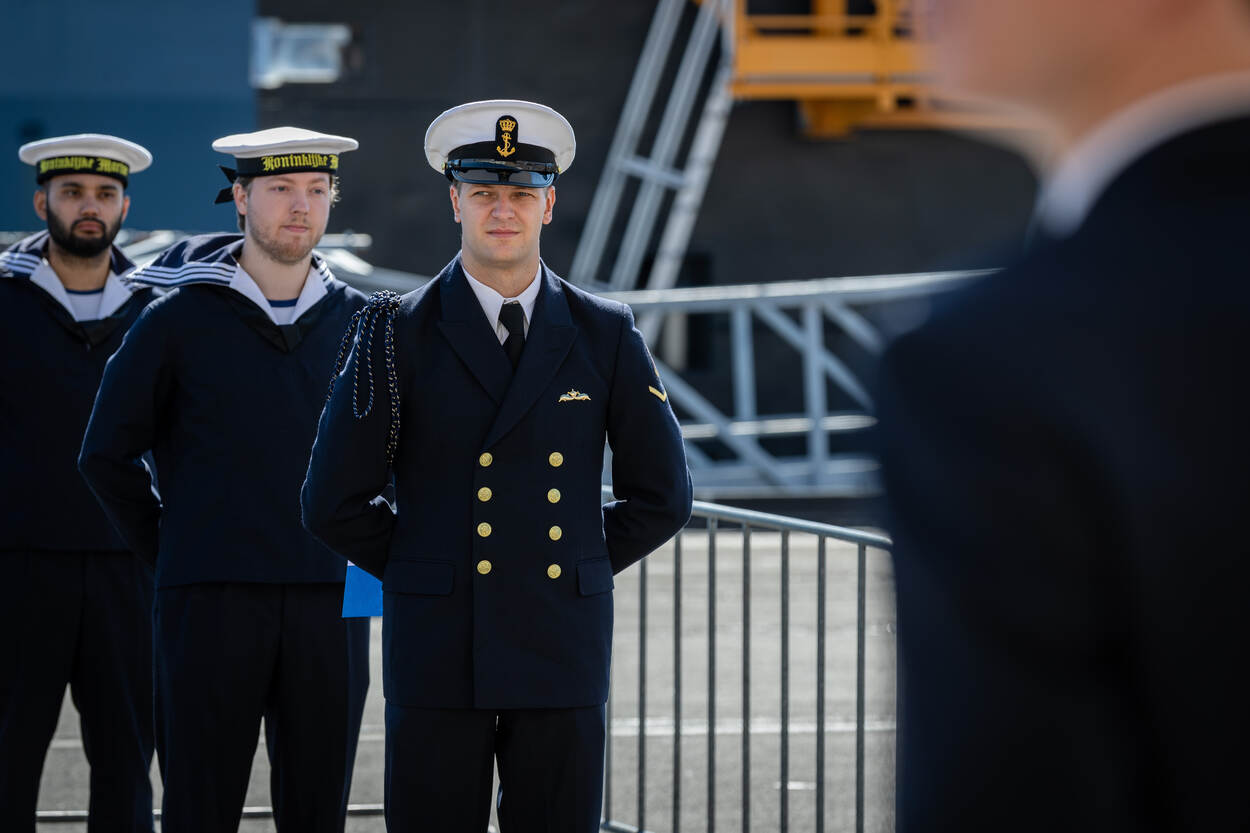
Twee matrozen der 1e klas jongste categorie een matroos der 1e klasse oudste categorie van de Koninklijke Marine. De matrozen dragen een matrozenmuts

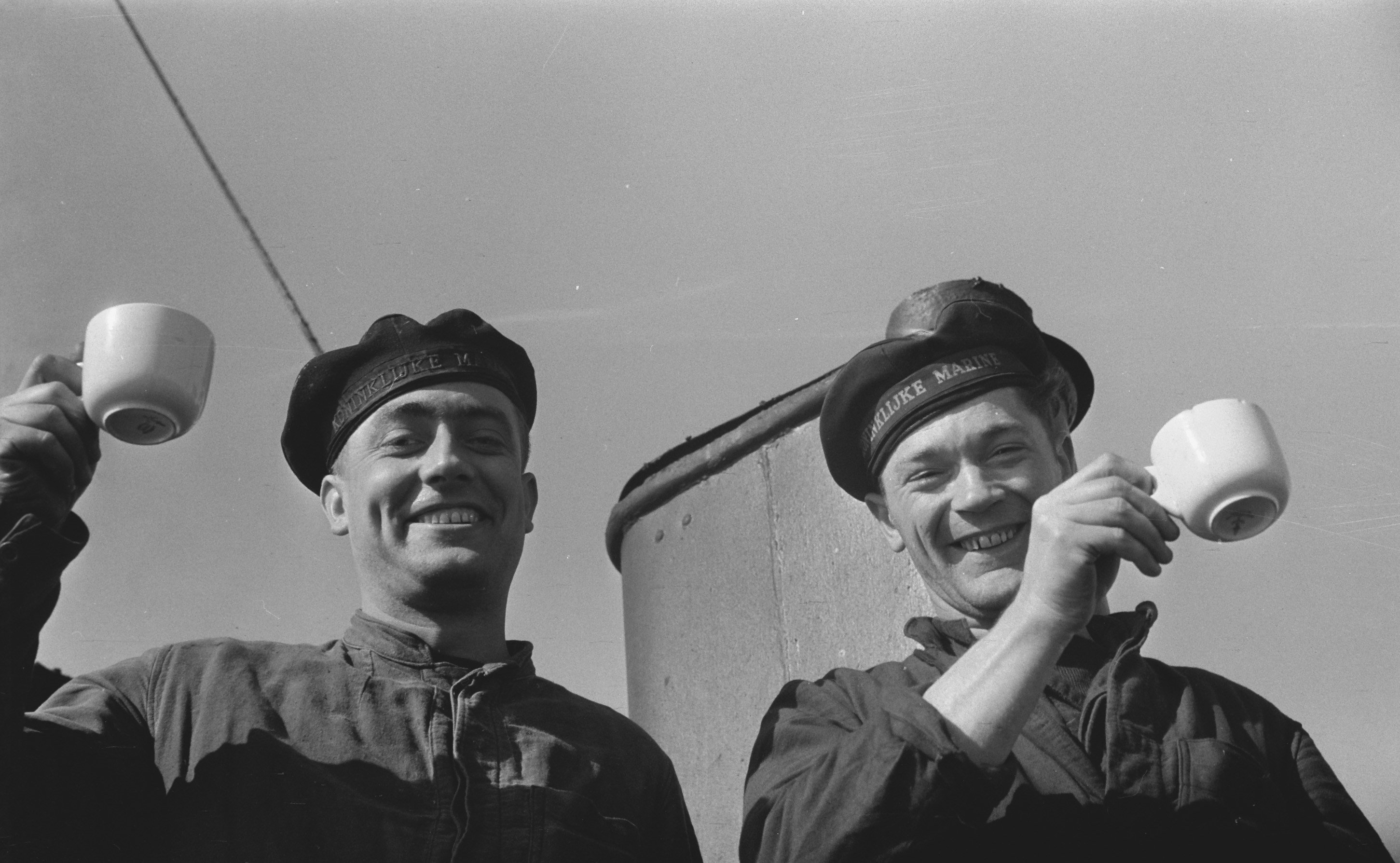
Twee matrozen van de Koninklijke Marine met zwarte matrozenmuts (mrt 1942)

Bij de Koninklijke Marine werd de donkerblauwe matrozenmuts of ‘lakenmuts’ ingevoerd in 1877 als vervanging van de zwarte hoge lakhoed met lint.
Tussen de keerkringen werd tot 1 januari 1891 een witte overtrek over de matrozenmuts gedragen. Deze witte overtrek verviel toen op 1 januari 1891 (KB nr. 39 van 25 april 1890) de bamboehoed werd ingevoerd voor gebruik tussen de keerkringen. In 1938 werd de witte matrozenmuts ingevoerd, en tijdens de Tweede Wereldoorlog verdween de bamboehoed.
Door de jaren heen zijn er bij de Koninklijke Marine verschillende modellen van de matrozenmuts in gebruik geweest. De onderlinge verschillen tussen de modellen zijn minimaal en betreffen vooral de gebruikte materialen, de hoogte van de opstaande rand en de positie van de biezen op de rand.
Ook zijn er verschillende varianten van het mutslint in gebruik geweest. Deze verschillen in lengte (90 cm tot 112 cm), hoogte (2,8 cm tot 3,2 cm), lettertype en/of wijze waarop de tekst op het mutslint is aangebracht, bv geborduurd of ingeweven. Op het mutslint stond in het verleden ook wel de scheepsnaam of "Gouvernements Marine" (in Nederlands-Indië), maar sinds 1948 "Koninklijke Marine" in gotische letters.
Tegenwoordig wordt bij de Koninklijke Marine alleen de witte matrozenmuts gedragen. De donkerblauwe matrozenmuts werd op 1 oktober 1965 afgeschaft (beschikking 704911/465648 van de minister van defensie van 7 september 1965).
De matrozenmuts wordt gedragen door mannelijke en vrouwelijke matrozen die nog geen zes jaar werkelijke dienst bij de Koninklijke Marine hebben volbracht.
Tot april 2006 werd de matrozenmuts gedragen bij alle tenues. In 2006 werd de matrozenmuts vervangen door de baret van het donkerblauwe boordtenue (BT) dat aan boord of op de wal gedragen wordt bij werkzaamheden waarbij de kleding vuil of beschadigd kan worden, en in de praktijk ook op kantoor gedragen wordt. De matrozenmuts wordt tegenwoordig nog gedragen bij het blauwe en witte daagse tenue, het zomertenue, het blauwe geklede tenue en het blauwe en witte ceremoniële tenue.

### Beschrijving
De Nederlandse matrozenmuts heeft een brede ronde bol van katoen. De bol wordt strak gehouden door een ‘petveer’, een verende ring van metaal (later roestvrij of geplastificeerd metaal), met een diameter van ongeveer 25 cm die binnenin de bol is aangebracht. De muts is ongeveer 15 cm hoog aan de voorzijde, en ongeveer 6 cm aan de achterzijde. De opstaande rand, die om het hoofd sluit, is aan de buitenzijde 45 mm hoog en overtrokken met donkerblauw laken. Op 6 mm van de onderkant van de opstaande rand is een bies van donkerblauw laken aangebracht en rondom de bovenkant bevindt zich eveneens een bies. De binnenzijde van de opstaande rand is voorzien van een bruin lederen zweetband. Aan de binnenzijde van de muts is een zwarte stormband aangebracht. Gewapend en in troepenverband draagt men de stormband van de matrozenmuts onder de kin.:p120 Om de opstaande blauwe rand is een zwart zijden mutslint aangebracht dat 1 m lang en 3 cm breed is. In het mutslint is met gele zijde in gotische letters "Koninklijke Marine" geweven. Het mutslint is zodanig aangebracht, dat die woorden aan de voorzijde van de muts zijn geplaatst. De - afhangende - uiteinden van het mutslint zijn kruiselings gestoken door trensjes (lusjes) aan de achterzijde van de opstaande rand.:p152, 8430 De muts
De maat van de muts wordt aangegeven in centimeters. Over de muts kan een witte afneembare katoenen overtrek gedragen worden.

## België
Bij de Belgische Marine (van 1917 tot 1927 het Corps de Torpilleurs et Marins (CTM) en in 1939 en 1940 het Corps de Marine) droeg men voor de Tweede Wereldoorlog de "bachi", de matrozenmuts met pompon van de Franse Marine, maar met een koningsblauwe pompon (in plaats van een rode zoals de Fransen dragen) en met hangende linten.
 Voorop de Belgische "bachi" was boven de rand een rood-geel-zwarte kokarde aangebracht. Evenals de Franse "bachi" was ook de Belgische voorzien van een witte stormband. Deze werd onder de kin gedragen tijdens dienst of als de drager bewapend was, en werd anders boven over de kroon van de muts gedragen.

Om de opstaande rand van de muts was een mutslint van zwarte zijde aangebracht. De uiteindes, ±15 cm lang, hingen aan de achterzijde los omlaag. Het lint was niet vastgebonden maar ging door lussen die aan de achterkant van de rand waren genaaid. Voorop het lint stond eerst met gouden letters het woord "Marine Korps" gedrukt, maar dat was ongelukkig gekozen vanwege de naamsovereenkomst met het Duitse "Marinekorps Flandern" uit de Eerste Wereldoorlog. Later wordt daarom bij het CTM alleen het woord "Marine" gebruikt, wat bovendien in zowel Nederlands als Frans hetzelfde gebruikt wordt. In 1939/1940 stond voorop het lint “ZM FN” (zeemacht / force navale).
Op 3 april 1941 werd de Belgische Marine door een ‘Admiralty Fleet Order’ als Belgische sectie toegevoegd aan de Britse Royal Navy. Toen werd ook het Britse uniform inclusief de Engelse matrozenmuts overgenomen.
Tegenwoordig wordt bij de Belgische Marine het matrozenuniform met vierkante kraag en matrozenmuts niet meer gedragen. Het is vervangen door het standaard uniform met pet dat al door matrozen der eerste klasse en hogere rangen gedragen werd.

## Andere landen

### Duitsland

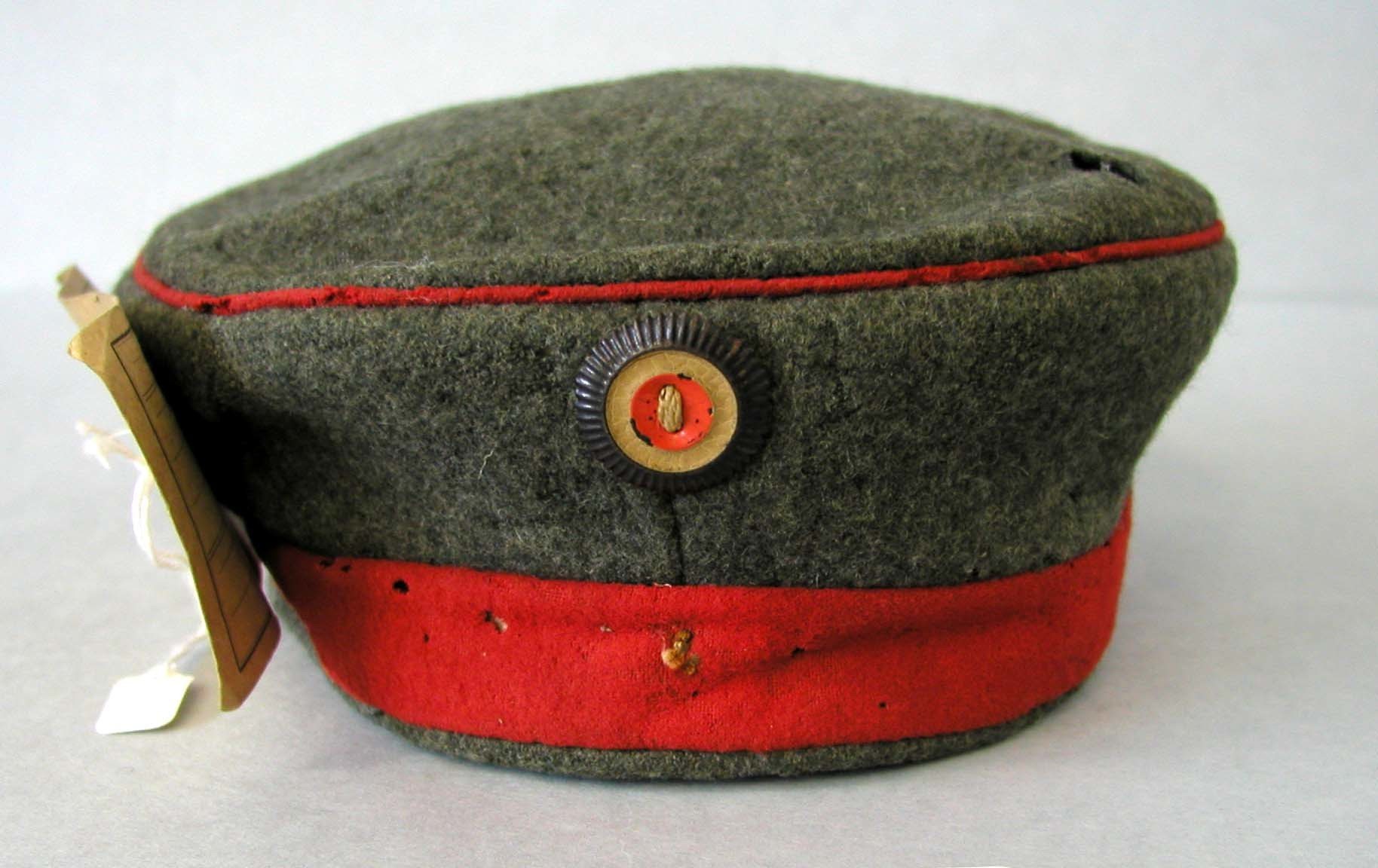
Veldmuts “Krätzchen”

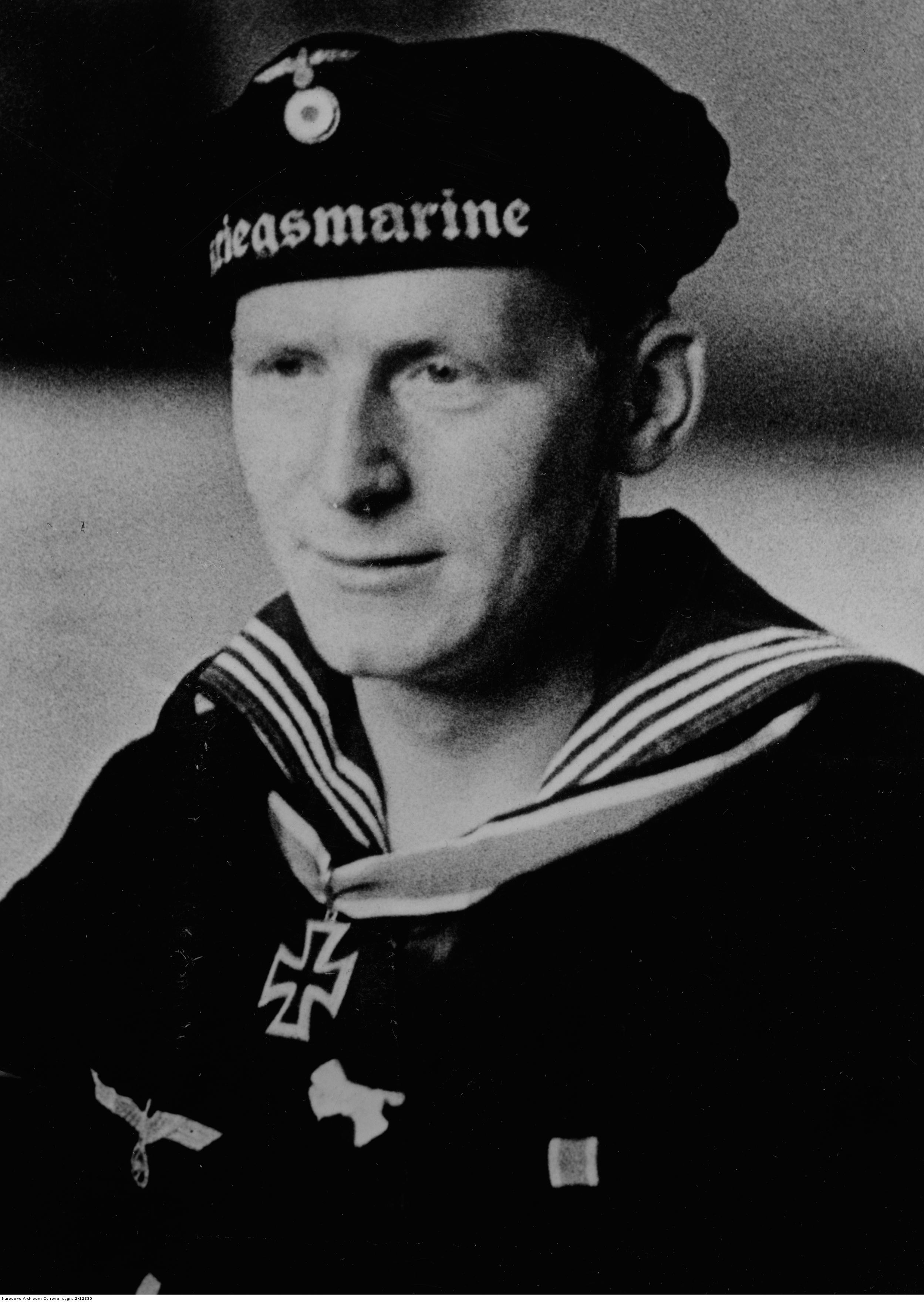
Stuurmansmaat van de Kriegsmarine (1943)

In de Duitse Bond en het Duitse rijk werd door soldaten de „Feldmütze für Mannschaften“ (nl.:„veldmuts voor manschappen“) gedragen, een pet zonder klep die leek op de Russische ‘beskozyrka’. Deze werd meestal Krätzchen genoemd. In 1919 werd deze afgeschaft.
Bij de marine werd een soortgelijke pet gedragen.
De Duitse matrozenpet heeft een slappe bol met een diameter van ongeveer 25 cm die aan de voorzijde hoger is dan aan de achterzijde. Hij wordt gedragen door ongegradueerde schepelingen. De muts is voorzien van een kokarde en een petlint. Het zwarte synthetisch zijden mutslint is ca. 3 cm breed en 150 cm lang, waarin met goudkleurige letters de aanduiding van de eenheid of vereniging waartoe de soldaat behoort, is verwerkt. De matrozenmuts wordt allen gedragen door manschappen van de Duitse Marine.
Tijdens de Tweede Wereldoorlog was boven de kokarde het insigne van de Duitse “Reichsadler” aangebracht.
Tot de jaren ‘70 waren matrozen uitgerust met witte en donkerblauwe mutshoezen, maar tegenwoordig alleen met witte.
Geschiedenis mutslint
Na 1873 kregen de linten het opschrift "Kaiserliche Marine" in gouden letters. 
In 1883 werd er meer variatie aangebracht: zeedienst personeel behield de gouden letters, terwijl technici zilveren letters kregen. Inmiddels werden ook de scheepsnamen weer op de linten aangebracht. Sommige afdelingen kregen ook een eigen lint, zoals: "Matrosenartillerie" of "l. Torpedoboots-Division". Voorop de muts kwam boven het lint in 1884 een ronde zwart-wit-rode kokarde van gelakt plaatstaal.
Vanaf 1900 kwamen op keizerlijk bevel de letters "S.M.S." (Seiner Majestäts Schiff) voor de naam van het schip. Daarnaast kregen scheepsjongens die op 15-jarige leeftijd bij de marine kwamen en zich voor 12 jaar aanmeldden, rode letters op hun mutslint. Deze 3 kleuren - goud, zilver en rood - werden tot 1919 gedragen. Tijdens de Eerste Wereldoorlog kreeg de marine veel extra afdelingen, wat leidde tot een verscheidenheid aan petlinten.
Na 1919 werd het scheepstype en de scheepsnaam weer alleen in gouden letters op het mutslint vermeld, zoals ‘Kreuzer Emden’ en ‘Linienschiff Alsass’, etc. Eerst met het latijnse lettertype, daarna in het Duitse lettertype en ten slotte in gotische letters. Tijdens de Tweede Wereldoorlog werd om veiligheidsredenen op het mutslint de tekst ‘Kriegsmarine’ gedragen.
Na de oorlog droegen de zeestrijdkrachten van de Duitse Democratische Republiek een mutslint met het opschrift ‘Volksmarine’ in gotische letters. Ook de Bundesmarine van de Bondsrepubliek Duitsland bleef bij de gotische letters, maar zette de naam van het schip weer op het lint. Toen de Bondsrepubliek Duitsland in 1955 toetrad tot de NAVO werden de gotische letters vervangen door latijnse letters waarmee de naam van het schip of de walinstallatie waar de matroos geplaatst is in gouden letters op het mutslint vermeld staat. Wanneer de matroos niet op een schip of walinstallatie van de marine geplaatst is dan stond op het mutslint "Bundesmarine"
Na de Duitse hereniging in 1990 bleef de Deutsche Marine de latijnse letters gebruiken. Wanneer de matroos niet op een schip of walinstallatie van de marine geplaatst is dan staat op het mutslint "Deutsche Marine".

### Frankrijk

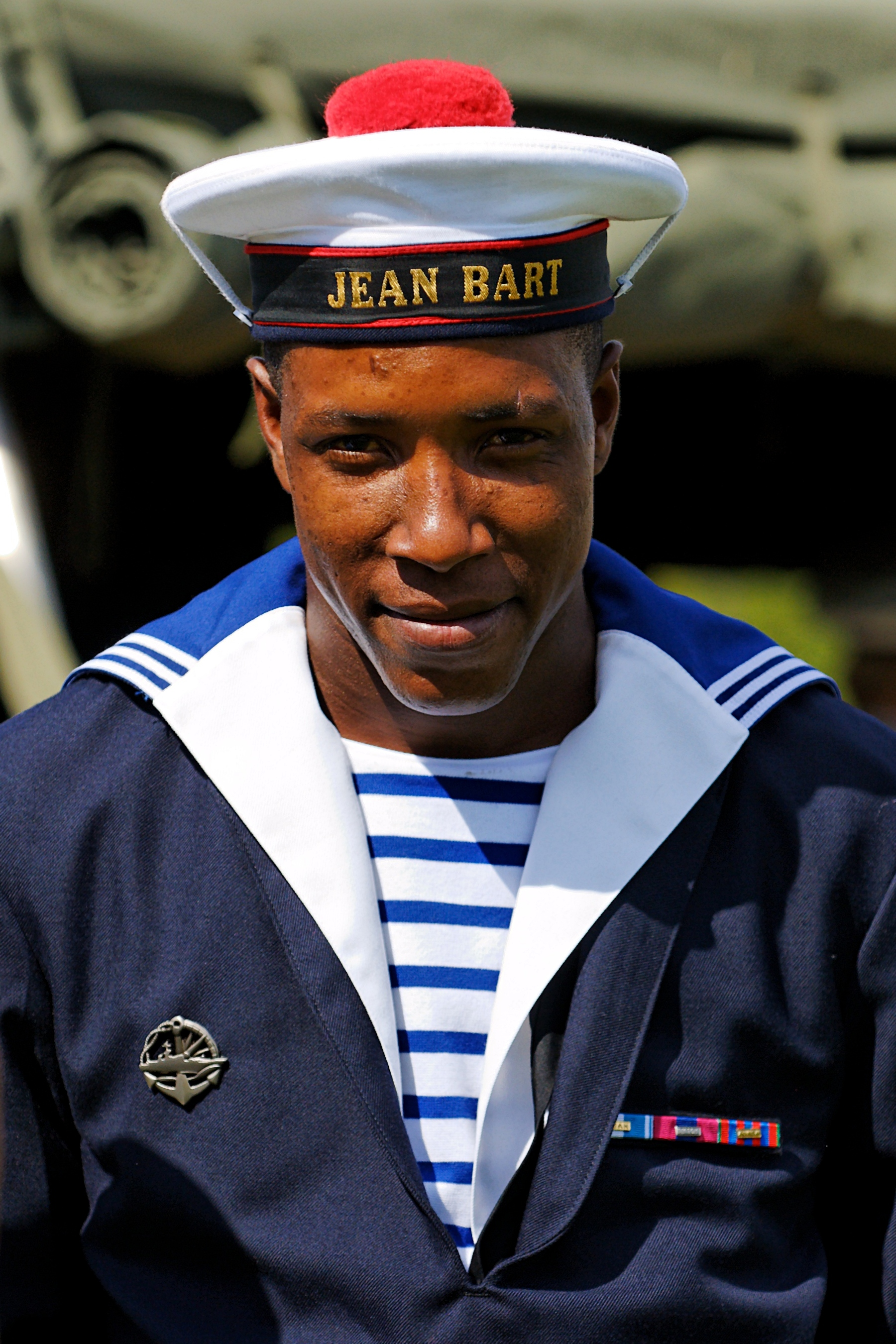
Franse "bachi"

De "bachi" is de Franse versie van de matrozenmuts. Hij heeft een slappe bol met een diameter van ongeveer 25 cm. De bol wordt met een petveer opgespannen zodat hij de vlakke ronde schijfvorm ontstaat, die naar achteren schuin afloopt. De bachi is voorzien van een opvallende rode pompon  midden bovenop en werd rond 1848 ingevoerd. Aanvankelijk werd de "bachi" gedragen bij het werktenue maar hij wordt nog altijd gedragen.
De "bachi" is voorzien van een witte stormband (‘jugelaire’). Deze wordt onder de kin gedragen tijdens dienst of als de drager bewapend is, en wordt anders boven over de kroon van de muts gedragen.

### Verenigde Staten
In de eerste helft van de 19e eeuw droegen Amerikaanse zeelieden de een zwarte teerhoed (‘tarpaulin’) met brede rand en een lint eromheen. De hoed was stijf en oncomfortabel. Vanaf 1833 kwam er ook een witte strohoed beschikbaar. Na de Amerikaanse Burgeroorlog (1861-1865) werd de tarpaulin hoed niet meer gedragen.

#### Blue dress cap (blauwe matrozenmuts)
In 1852 werd door de Amerikaanse marine een matrozenmuts van het ‘Franse model’ ingevoerd. Officieel heette deze de “dress blue cap”, maar stond bekend als de "flat hat" (‘platte muts’) of "pancake cap" (‘pannenkoekmuts’) en later ook als “Donald Duck hat” (‘Donald Duck muts’). Eind jaren 1850 kwam er een witte overtrek voor beschikbaar. Tijdens de Amerikaanse Burgeroorlog schreven sommige matrozen de naam van het schip op het mutslint. In 1869 werd dit geformaliseerd. Rond 1900 verscheen een nieuw model muts met een wijdere kroon die was voorzien van een petveer. Rond 1941 werd deze vervangen door een nieuw model zonder petveer en met een smallere rechtere kroon. Tijdens de Eerste Wereldoorlog werd in januari 1918 de scheepsnaam op het lint vervangen door “U.S. Navy”, maar in 1920 kwamen de scheepsnamen weer terug, om in 1941 weer vervangen te worden door “U.S. Navy”. De matrozenmuts was niet erg populair. Sinds het begin van de Tweede Wereldoorlog werd de blauwe matrozenmuts nog wel verstrekt maar werd nauwelijks meer gedragen. Steeds vaker werd in plaats ervan de "dixie-cup", de witte katoenen muts van het werkuniform, gedragen. In april 1963 werd bij de US Navy de blauwe matrozenmuts officieel afgeschaft. H

#### White service hat (‘dixie cup’)

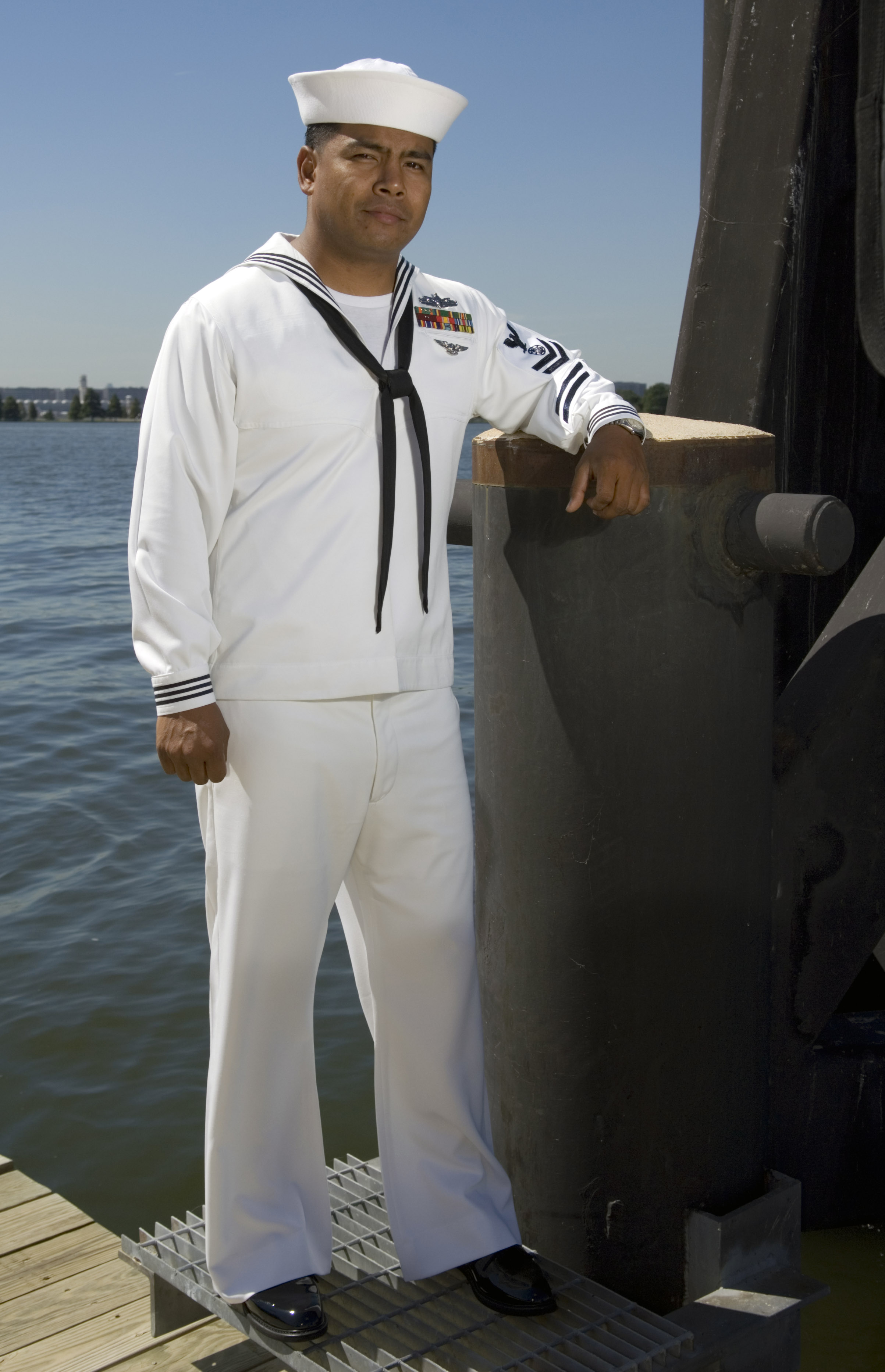
USN Bootsman in wit service dress uniform

De “dixie cup” wordt sinds 1913 bij de US Navy gedragen door zeelieden in de laagste rangen (E-1 (Seaman Recruit (Matroos der 3e klasse) tot en met E-6 (Petty officer first class (Bootsman))).

De officiele naam van de huidige US Navy matrozenmuts is: “white service hat”, maar hij staat ook bekend als "dixie cup". Die naam kreeg hij in de Tweede Wereldoorlog omdat hij leek op een wegwerpdrinkbeker met die naam. Ook wordt hij wel “Cracker Jack hat” genoemd (“Cracker Jack” is in de US Navy de bijnaam van het matrozenuniform met vierkante kraag). Andere bijnamen zijn "dog dish" (‘hondenvoerbak’), “squid lid” (‘inktvis deksel’), “gob hat” (‘klieder muts’), of simpelweg “cover” (‘muts’) of “cap" (pet).).
Mannelijke zeelieden in de rangen E-1 (Seaman Recruit (Matroos der 3e klasse) tot en met E-6 (Petty officer first class (Bootsman)) dragen de witte "dixie cup" bij het witte en blauwe ‘Service Dress’ uniform. Vrouwelijke zeelieden (E1 t/m E6) droegen tot 2016 bij beide uniformen de dameshoed, maar sinds 2016 dragen zij op het witte uniform ook de "dixie cup".

Van 1913 tot in de jaren ’90 droegen mannelijke zeelieden (E-1 t/m E-6) bij hun blauwe werkuniform (‘dungarees’) ook de witte "dixie cup" (vrouwen droegen een zwart ‘schuitje’ of zwarte baret). Vanaf 1995 werden de dungarees vervangen door het ‘utilities uniform’ dat er erg op leek maar waar een blauwe ‘baseballcap’ bij gedragen werd. De "dixie cup" mocht er niet bij gedragen worden.
Volgens ‘Navy uniform regulation 3501.27’ (“Voorschrift voor marine-uniform 3501.27”) moet de "dixie cup" “gemaakt zijn van witte katoenen keperstof met een ronde kroon en volledig doorgestikte rand", en dat hij “recht op het hoofd moet worden gedragen met de "onderrand ongeveer 38,1 mm (1½”) boven de wenkbrauw."
De "dixie cup" is gemaakt van zes driehoekige segmenten gebleekt katoen en heeft een ronde kroon. De opstaande rand is ongeveer 7 cm (2⅝”) hoog, loopt uit aan de bovenkant en is gemaakt van een dubbele laag stof. De rand is verstevigd met ongeveer 80 rijen wit katoenen stiksels. Binnen in de muts zit een zweetband van ongeveer 2,5 cm (1”) breed van hetzelfde materiaal als een muts. De binnennaden van de kroon zijn versterkt met stroken van ongeveer 1,3 cm (½”) breed van hetzelfde materiaal. Aan de binnenzijde van de kroon bevindt zich een ophanglusje.
De "dixie cup" is ongeveer 10 cm (4”) hoog, en 19,5 cm breed (7¾”) en 21,5 cm (8½”) lang).

##### Geschiedenis Dixie cup
In 1886 verscheen bij de US Navy een stoffen muts met een slappe rand. Deze heette “hat, canvas”, was gemaakt van driehoekige stukken wit 8 oz. canvas en had nog geen zweetband. Hij was bestemd voor manschappen (uitgezonderd leden van muziekkapellen). De rand was slap en doorgestikt met ±20 rijen stiksel.
Sommige zeelui maakten de rand stijver door extra rijen stiksel, en door de rand aan de onderkant tegen de kroon vast te stikken zodat hij rechtop ging staan en niet zo slap hing.
Bij het model van 1913 werd de rechtopstaande rand met meer rijen stiksels het standaardmodel. Het canvas werd vervangen door het goedkopere en comfortabeler katoen. Deze muts werd erg populaire doordat men hem naar eigen wens kon vormen en toch nog volgens de voorschriften kon dragen. Door het opvouwen gingen bijvoorbeeld de zijkanten wijder uitstaan.
Het model van 1922 leek sterk op het huidige model, en dat van 1941 nog meer. De opstaande rand was dikker dan voorheen. Er zijn alleen minder (70-75) rijen stiksel dan nu (±80) en deze hebben een ander stikpatroon dan nu. Vaak werd de muts tijdens de Tweede Wereldoorlog achterop het hoofd gedragen en met een haarspeld vastgezet. Bij parades en inspecties werd hij meer naar voren en schuin op het hoofd gedragen. Tijdens de Tweede Wereldoorlog werden de witte mutsen op veel schepen blauw geverfd, zodat ze niet zo snel vies werden.
Van 1971 tot begin jaren ’80 werd de “dixie cup” niet gedragen bij het ‘service dress uniform’ voor matrozen, omdat zij in die periode hetzelfde service dress uniform met pet droegen als onderofficieren en officieren.

##### Dixie cup in andere landen
Boliviaanse, Filipijnse, Venezolaanse, Mexicaanse (Armada de México), Braziliaanse en Indonesiche  zeelieden dragen momenteel een "dixie cup".

In de Braziliaanse marine (Marinha do Brasil) wordt hij "caxangá" genoemd.
Vóór 1939 werd de een "dixie cup" ook door Poolse zeelieden. Zij noemden hem de "amerykanka" (‘Amerikaanse hoed’) of "nejwihetka" (verbastering van het Engelse "navy hat").

### Verenigd Koninkrijk
De matrozenmuts van de Royal Navy (‘Royal Navy flat cap’) is aan alle zijden even hoog en heeft een stijve bol met een vlakke bovenkant met een diameter van ongeveer 25 cm.
De Engelse muts wordt wel “square rig cap” genoemd, naar het “quare rig uniform”  waarbij hij gedragen wordt. Hij wordt vanwege zijn vorm ook wel “pork pie hat” (‘varkenspasteimuts’) genoemd. In Canada wordt hij ook wel "port and starboard hat" (‘bakboord en stuurboord muts’), omdat de fabrikant ze leverde met een zijden voering die half rood half groen was (de kleuren die in de scheepvaart bakboord en stuurboord aangeven).

#### Geschiedenis
Bij de Royal Navy werden halverwege de 19e eeuw door schepelingen ronde mutsen met een lint gedragen In de "Uniform Regulations for Petty Officers, Seamen and Boys" (‘Uniform voorschriften voor onderofficieren, zeelieden en jongens’) van 1857 waren deze opgenomen als officieel onderdeel van het tenue.:Part. 1 Oorspronkelijk hadden de blauwe mutsen een witte katoenen overtrek voor gebruik in de zomer en in de tropen, en waren er ook khaki overtrekken en waterdichte overtrekken van oliegoed.

In 1930 werd een nieuwe matrozenmuts met een witte katoenen kroon geïntroduceerd, het jaar daarop aangevuld met een nieuw ontworpen blauwe matrozenmuts. Een aanbeveling uit 1936 om de blauwe matrozenmuts te laten vervallen werd niet aangenomen. In april 1940 werd bepaald dat witte matrozenmuts niet mochten worden gedragen in "thuiswateren" gedurende de Tweede Wereldoorlog. De blauwe matrozenmuts werd bij de Royal Navy afgeschaft in 1956.:Part. 2, sec. 2.

##### De square rig hat in andere landen

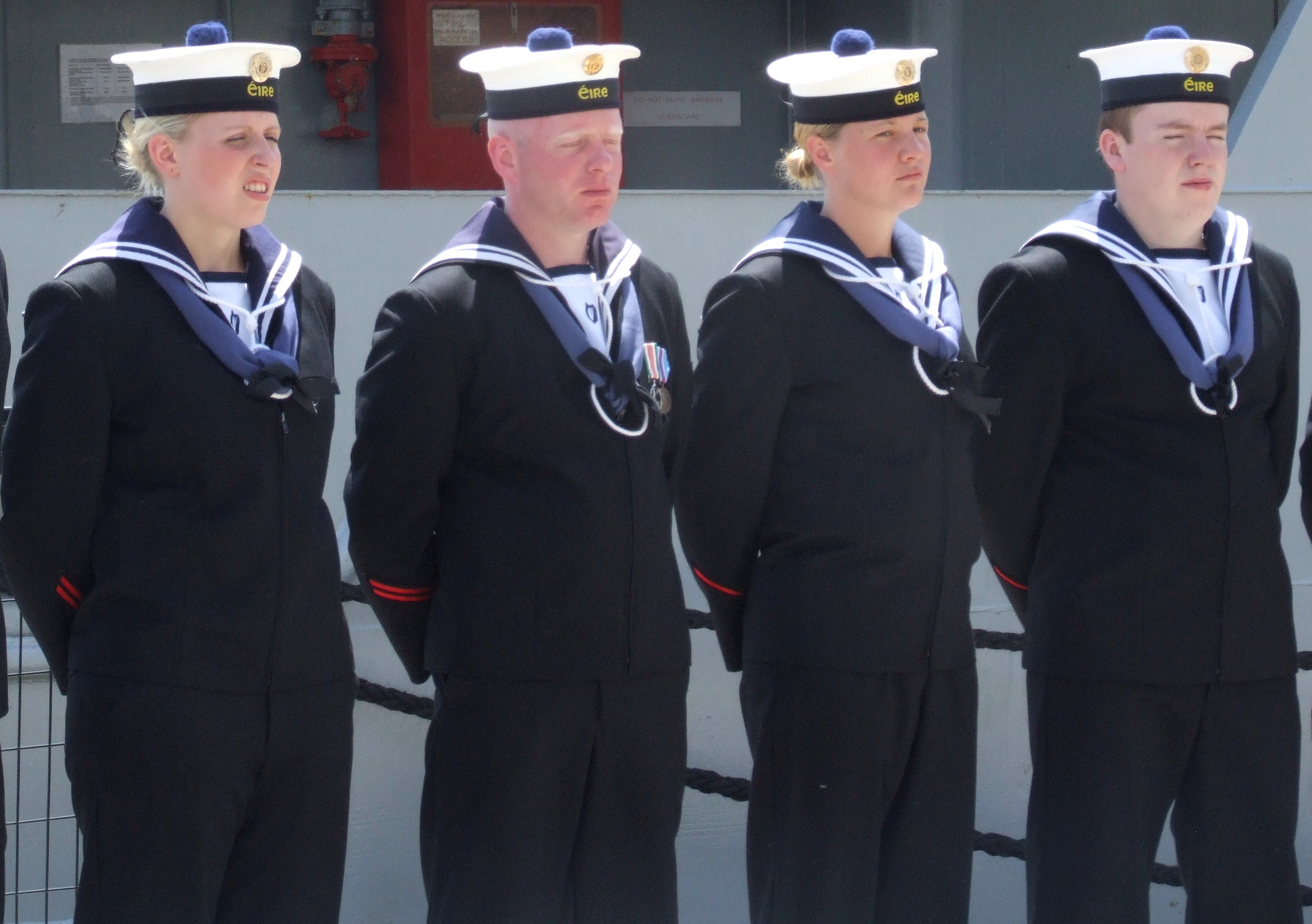
Ierse matrozen

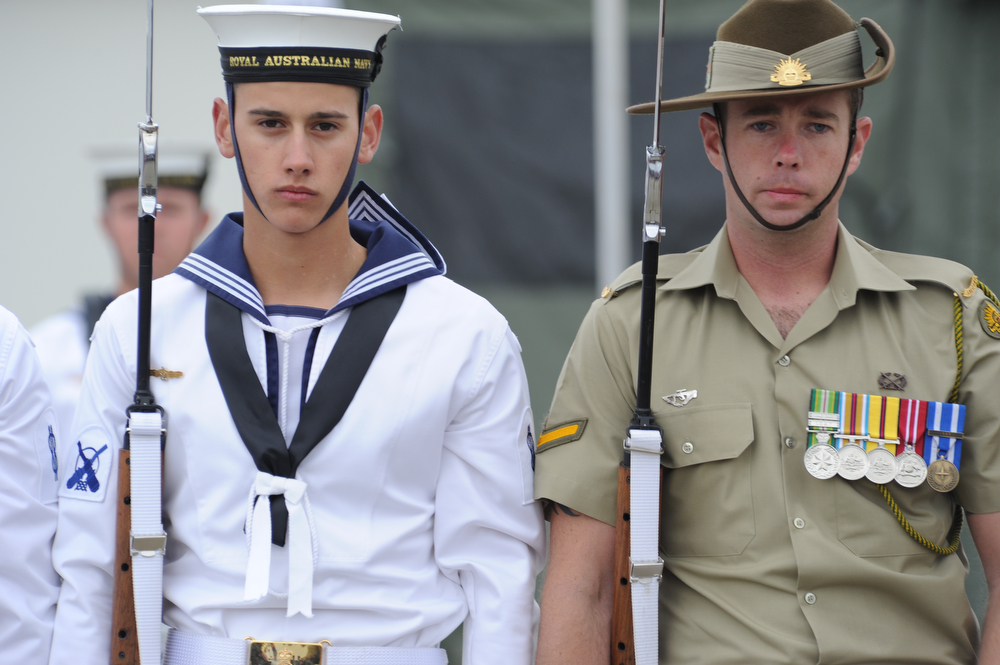
Australische matroos (links) en soldaat (2011)

Het Engelse model matrozenmuts wordt ook gedragen door - onder andere - de manschappen van de marines van Ierland, Australië, Nieuw-Zeeland, Canada, Thailand (op het mutslint staat de scheepsnaam die begint met ร.ล. (R.L.)), Maleisië (op het mutslint staat TLDM (Tentera Laut Diraja Malaysia (Koninklijke Maleisische Marine)), Griekenland, Turkije (op het mutslint de staat scheepsnaam die begint met TCG), Polen, Chili (op het mutslint staat ‘Armada de Chile’ (Chileense Marine)), Pakistan, Spanje en Portugal.
Ierland
Bij de Ierse marine (an tSeirbhís Chabhlaigh) dragen matrozen het Engelse model matrozenmuts, met midden bovenop de muts een blauwe pompon. Op het mutslint staat “Éire” (‘Ierland’), en voorop zit boven de rand het goudkleurige embleem van de Ierse marine.
Canada, Australïe en Nieuw-Zeeland
Het Engelse model matrozenmuts wordt ook gedragen door manschappen van de Australische, Nieuw-Zeelandse en Canadese marines.

Op de mutslinten staat de scheepsnaam of walinstallatie, die begint met HMAS (Australië), HMNZS (Nieuw-Zeeland) of HMCS (Canada). Bij de Australische marine staat er “Royal Australian Navy” op het mutslint als men niet aan boord van een schip geplaatst is. Tijdens de Tweede Wereldoorlog werd de scheepsnaam vaak weggelaten en stond er uitsluitend HMCS, HMAS of HMNZS.

### In verschillende landen
De matrozenmuts wordt in verschillende landen anders genoemd:
- België: kep (van het Engelse: ‘cap’), bérêt de matelot, bachi. Het mutslint wordt in het Frans “penne” genoemd.[50]
- Denemarken: Matroshue. Het mutslint wordt huebånd henoemd.[51] (rood witte kokarde aan de rechterzijkant)
- Duitsland: Tellermütze
- Finland: Merimieslakki,[52] met blauwwitte kokarde voorop boven de band[53]
- Frankrijk: Bachi
- Italië: Cappello / Berretto Marina Militare	 modello "Pizza", Engels model[54]
- Nederland: Matrozenmuts
- Noorwegen: Matroslue. Deze zwarte martrozenmuts heeft een kleine zwarte pompon[noot 5] (“Matroslue med svart dusk”)
- Polen: Czapka marynarska
- Portugal: Caxangá
- Rusland: Beskozyrka (Бескозырка) Aanvankelijk werd de naam van het schip op het mutslint vermeld. Tijdens de koude oorlog (vanaf 1949) werd dit om redenen van geheimhouding veranderd in de namen van de vloten of ‘Военно-морской флот’ ("Militaire zee vloot"), voor personeel dat niet in een van de vloten diende. Varende onderdelen van de grenstroepen van de KGB hadden hun eigen lint. Tegenwoordig staat weer de scheepsnaam op de linten.
- Spanje: Gorro de marinero, gorro marinero
- Verenigd Koninkrijk: Square rig cap
- Verenigde Staten: Flat cap, sailor cap, dixie cup
- Zweden: Rundmössan / mössbandet[55][56] Tussen 30 april en 30 september wordt een witte overtrek (mösskulle hvit) gedragen en tussen 30 september en 30 april een blauwe (mösskulle blå). Op het mutslint (mössband) staat in goud de scheeps-, eenheid- of schoolnaam. Personeel geplaatst op andere posities draagt een lint met de tekst "Kungl. Flottan". Personeel van de vrijwillige marinereserve (Sjövärnskåren) draagt de tekst “Sjövärnskåren” op het mutslint. De stormband[noot 3] (topplänta) wordt in de muts gestopt als deze niet als kinband wordt gedragen.[57]

## Trivia
- Een bekende drager van de matrozenmuts is stripfiguur Donald Duck.
- Een bekende drager van de ‘dixie cup’ is tekenfilmfiguur Popeye.
- Wereldwijd wordt de matrozenmuts ook gedragen door sommige scoutinggroepen.

## Afbeeldingen

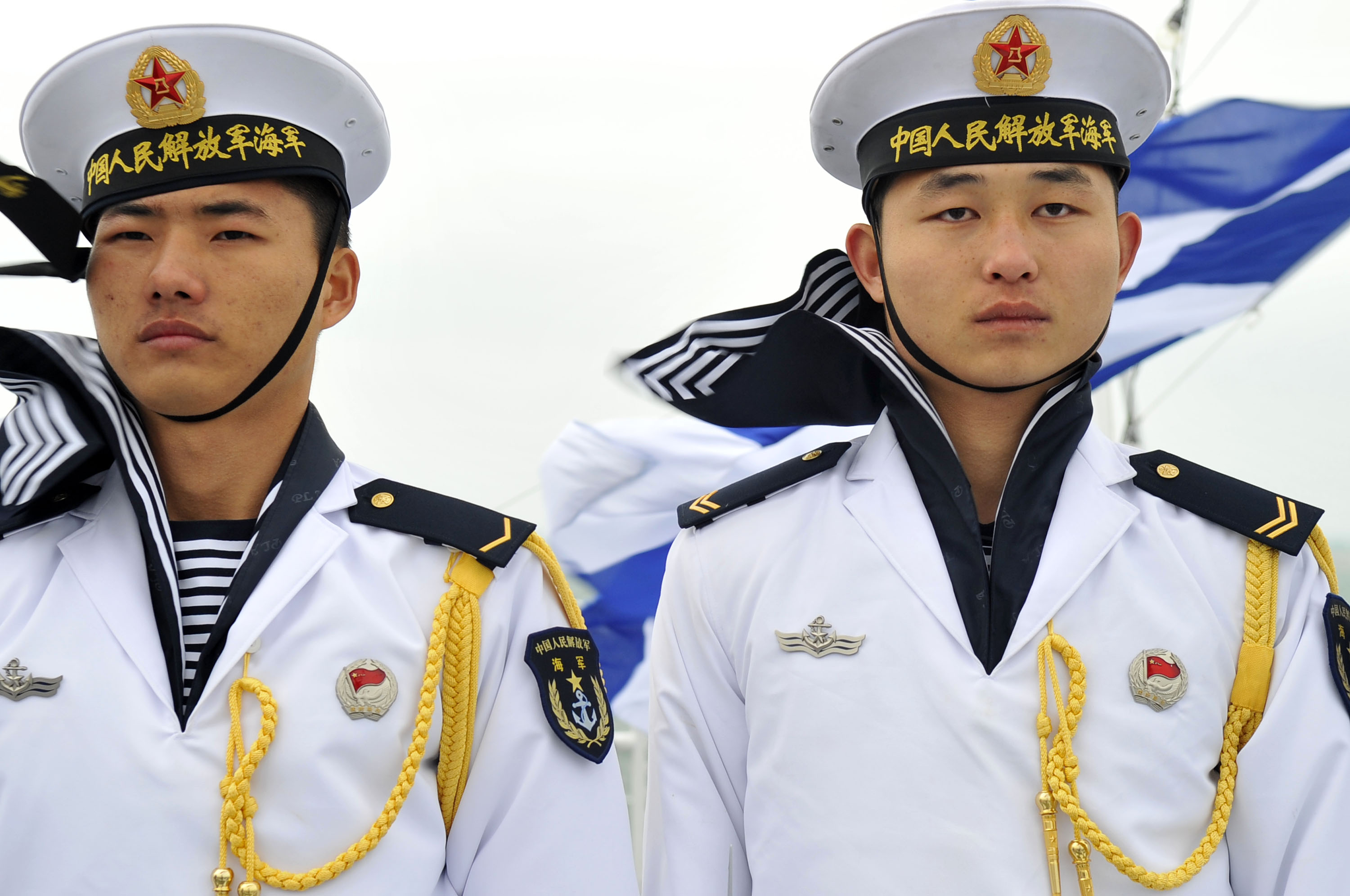
Chinese matrozen met "square rig" muts
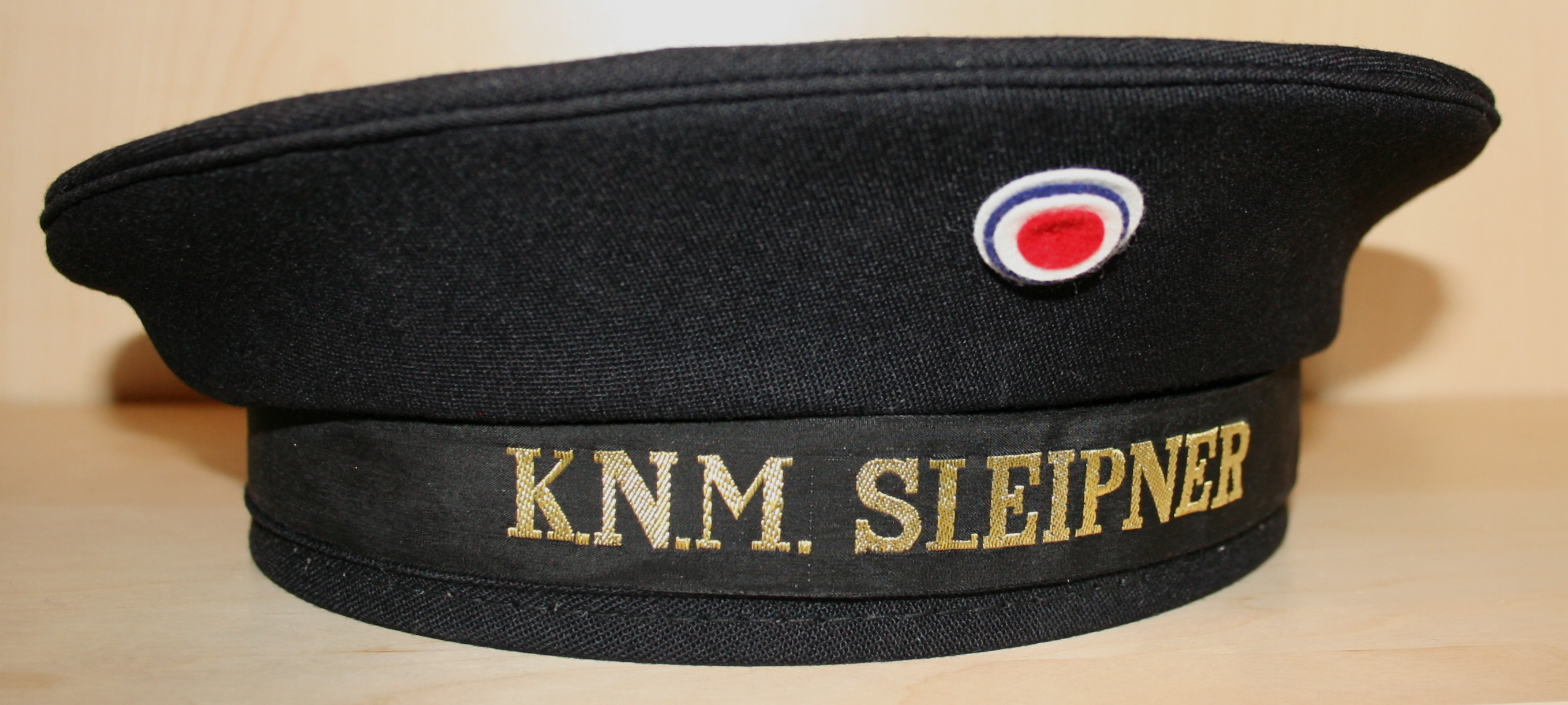
Noorse matrozenmuts
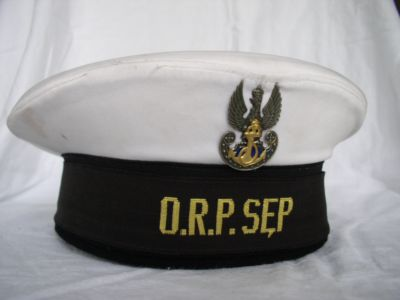
Poolse matrozenmuts
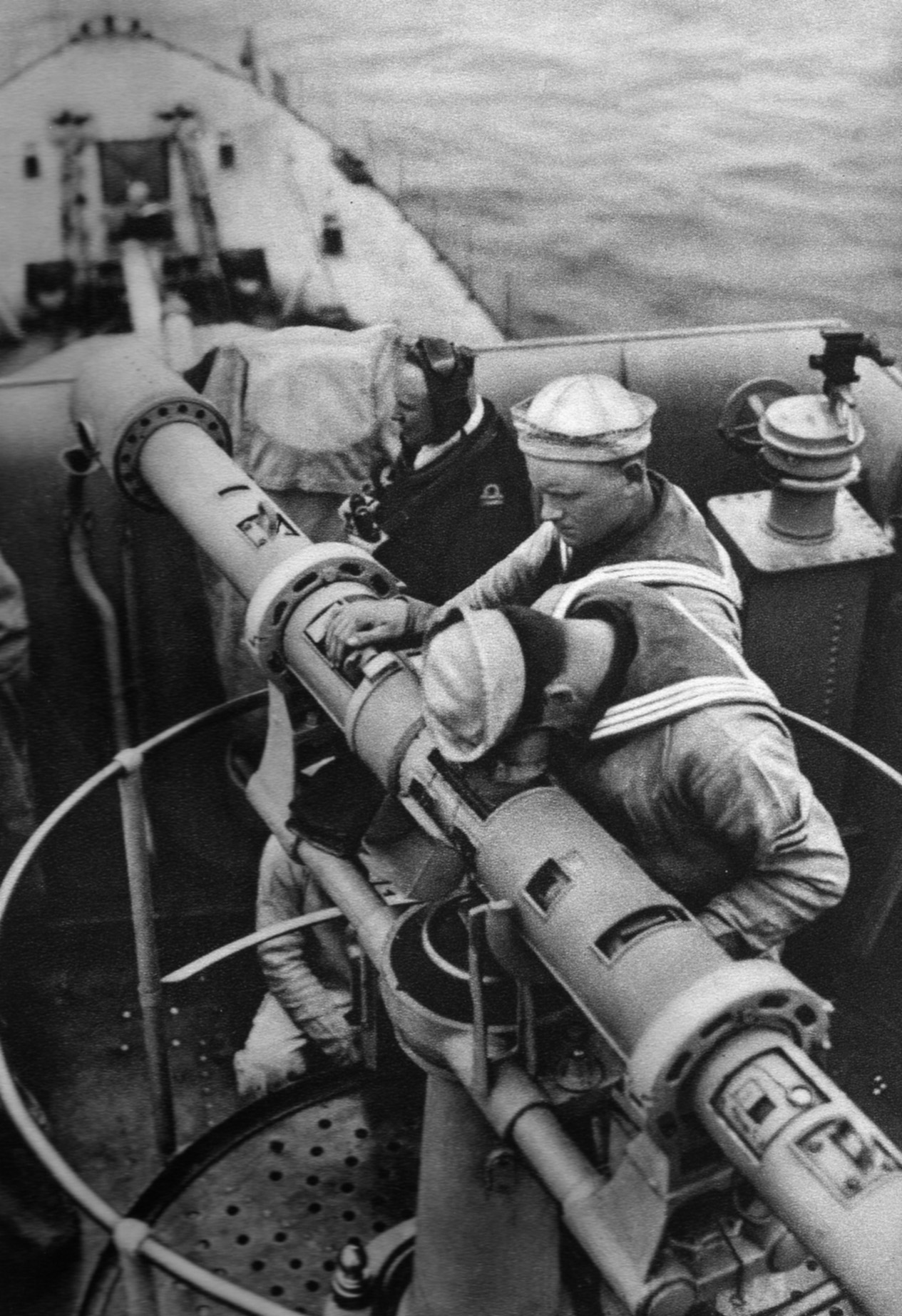
Poolse matrozen met "dixie cups"
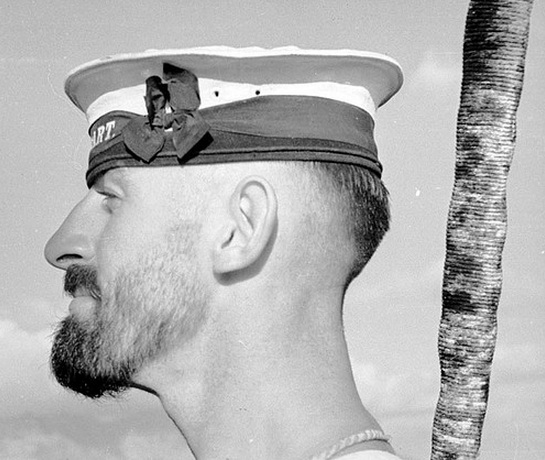
Australische zeeman in 1940 met Engels model matrozenmuts
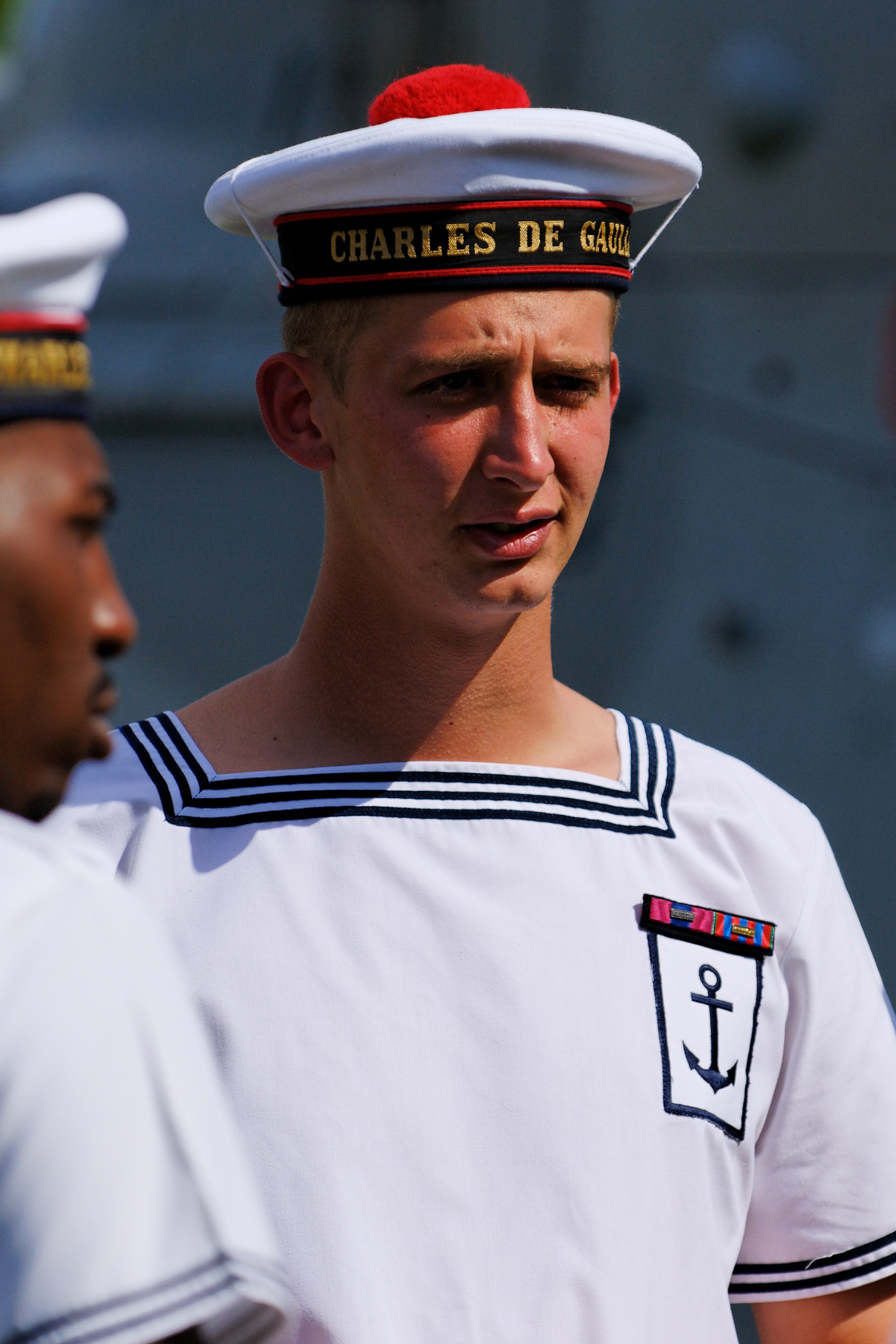
Matroos van het Franse vliegdekschip Charles de Gaulle (14 juli 2008)
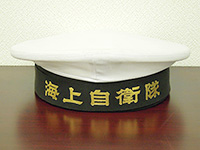
Japanse 海士制帽 (Ama seibō) (nl: marinemuts) met opschrift 海上自衛隊 (Kaijōjieitai) (nl: Japanse Zelfverdedigingstroepen)
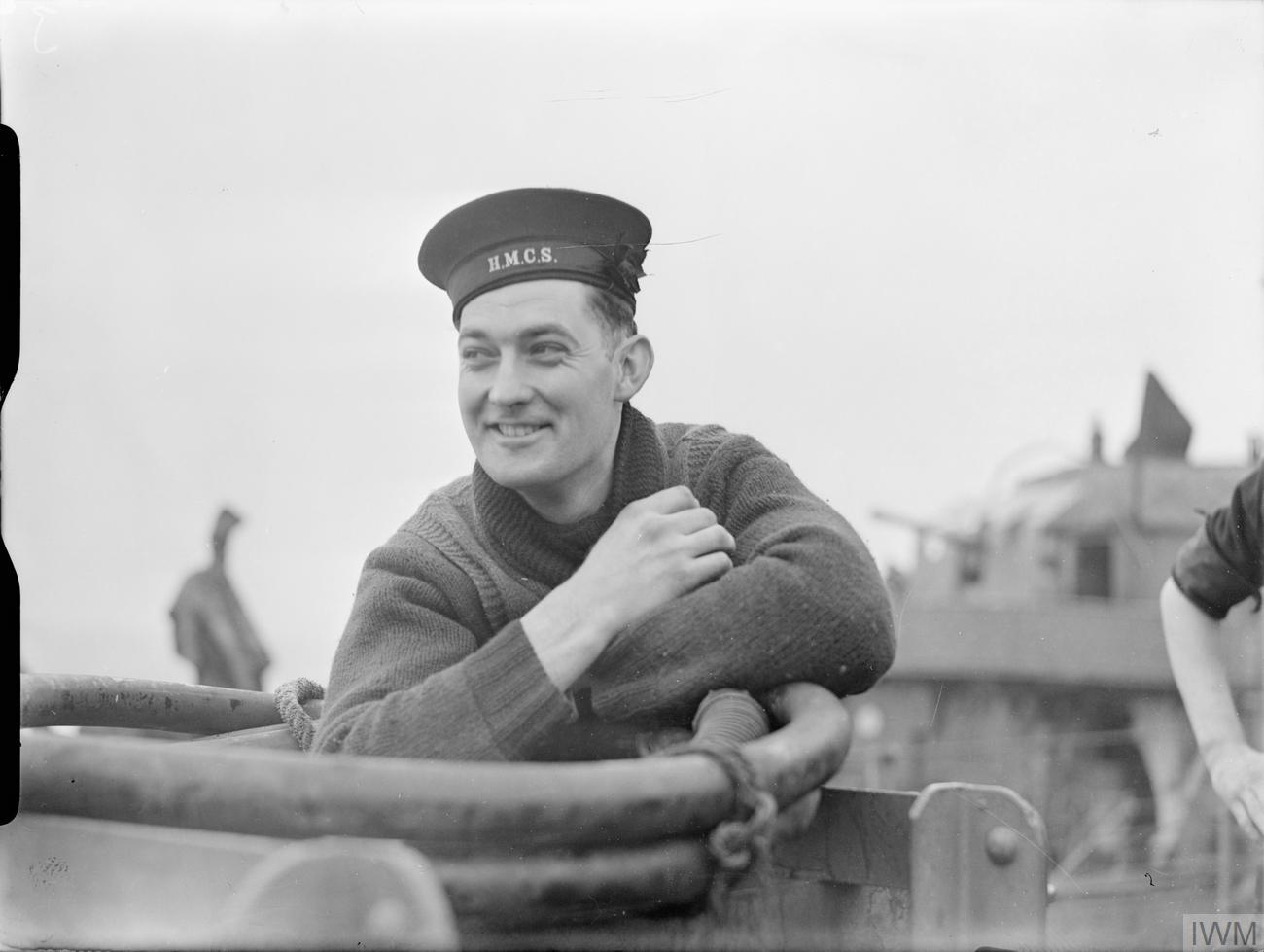
Canadese matroos tijdens de Tweede Wereldoorlog met blauwe matrozenmuts
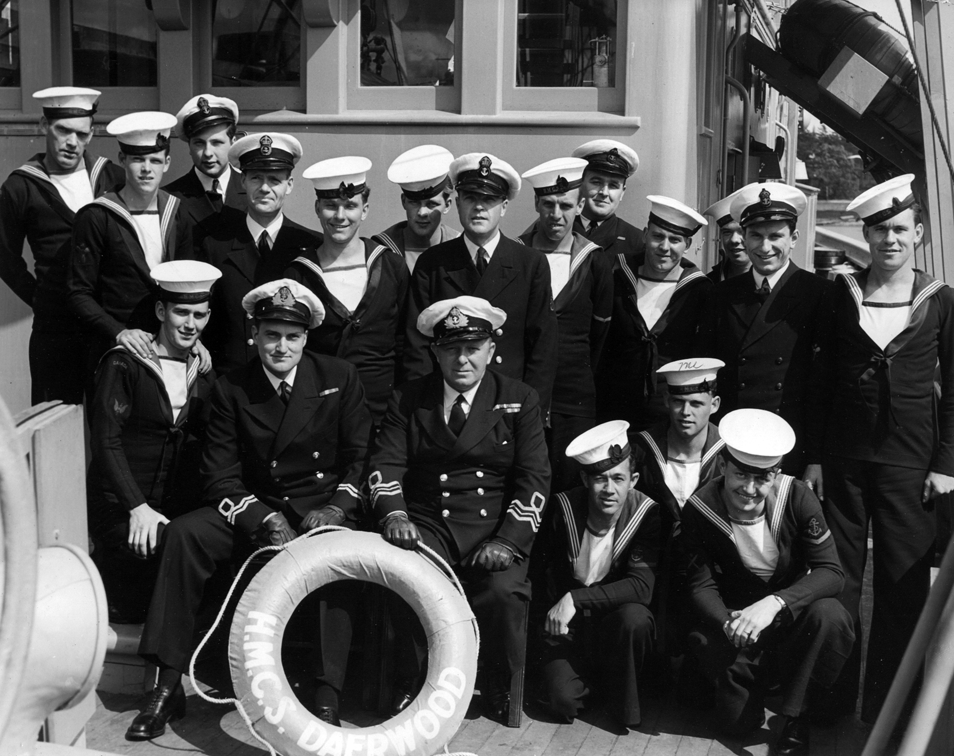
Canadese matroos tijdens de Tweede Wereldoorlog met witte matrozenmuts (gedragen in de zomer of in de tropen)
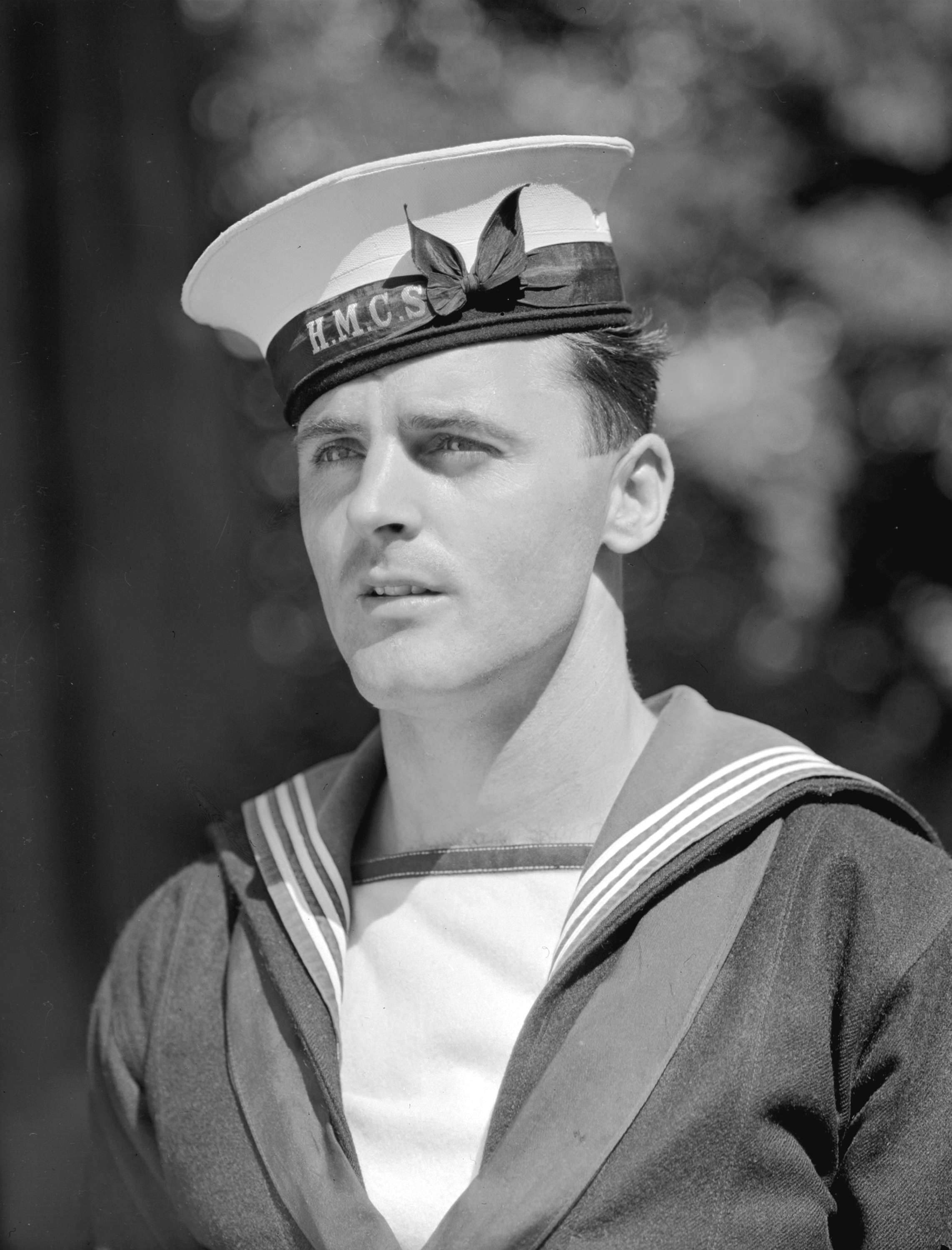
Engels model matrozenmuts (1943)
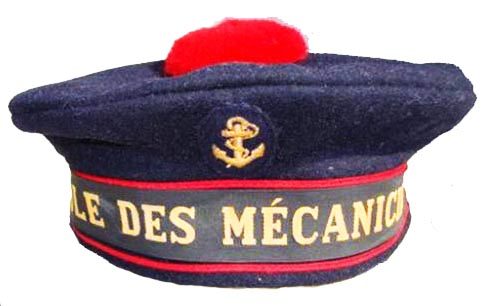
’Bachi’ van de “Écoles des mécaniciens” van de Franse marine
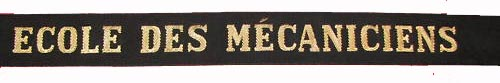
Mutslint van de “Écoles des mécaniciens” van de Franse marine
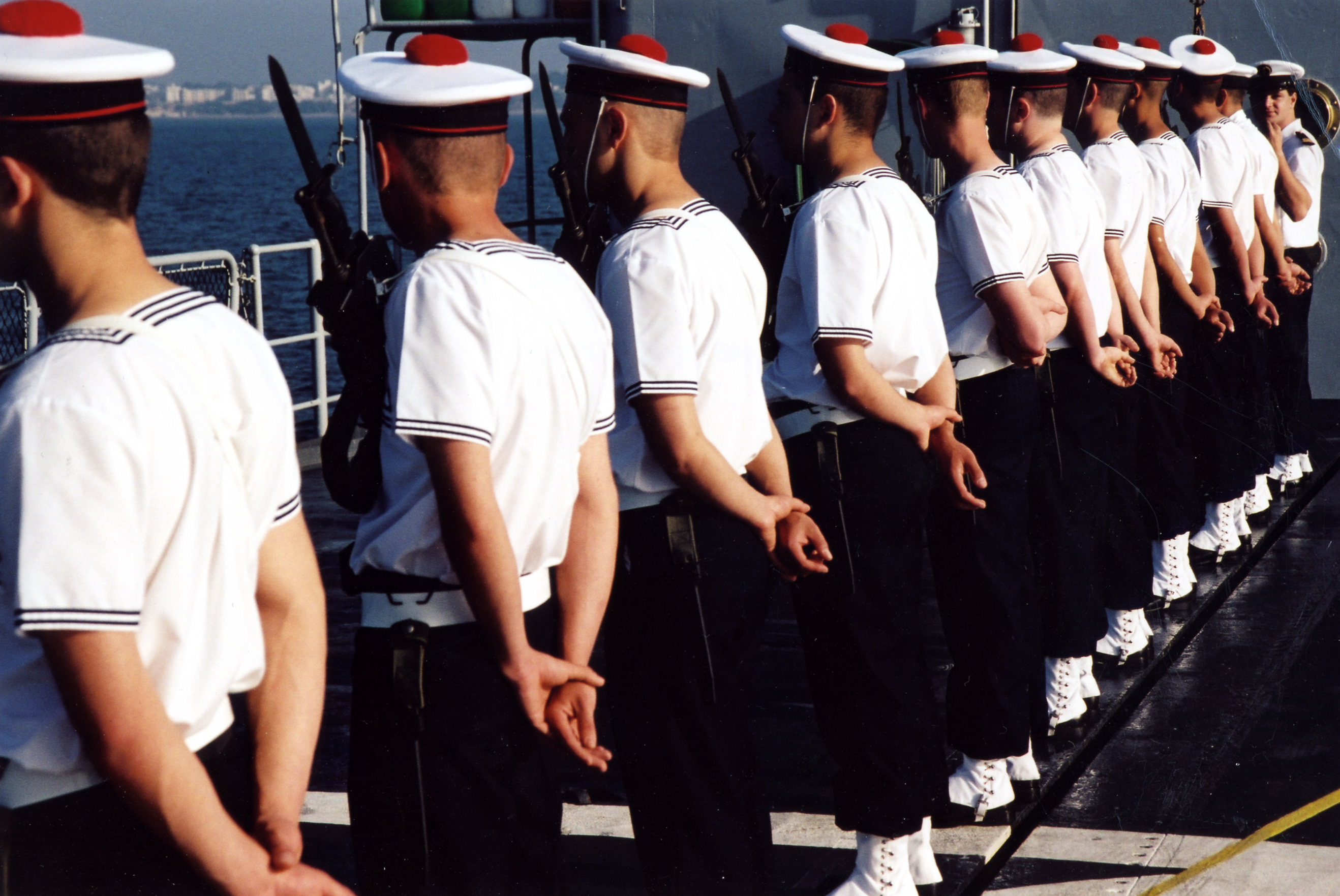
Paradeerrol op het Franse fregat D610 ‘Tourville’ (2001)
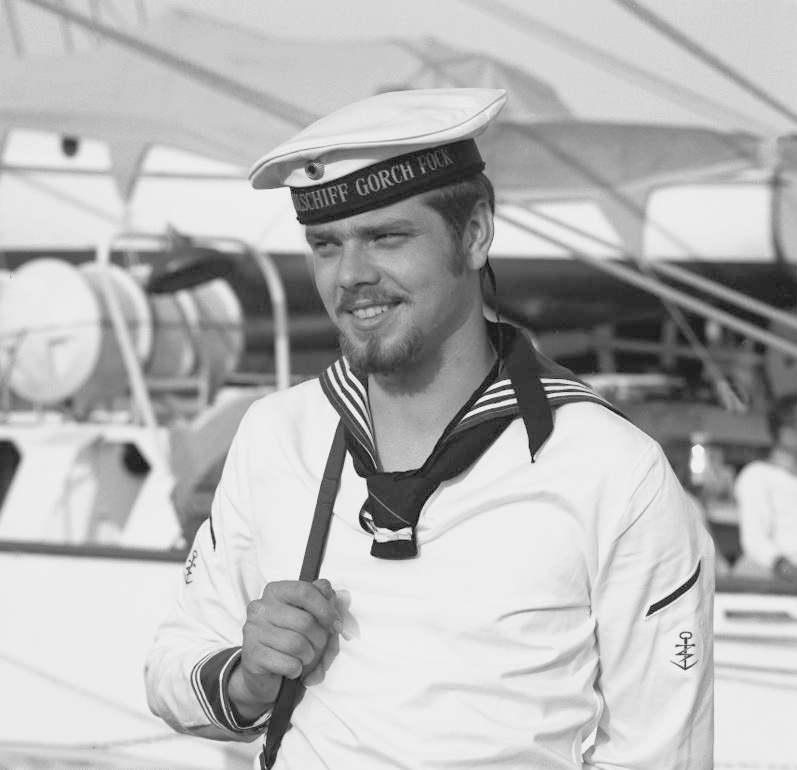
Matroos van het opleidingszeilschip van de Duitse Bundesmarine "Gorch Fock" (1976)
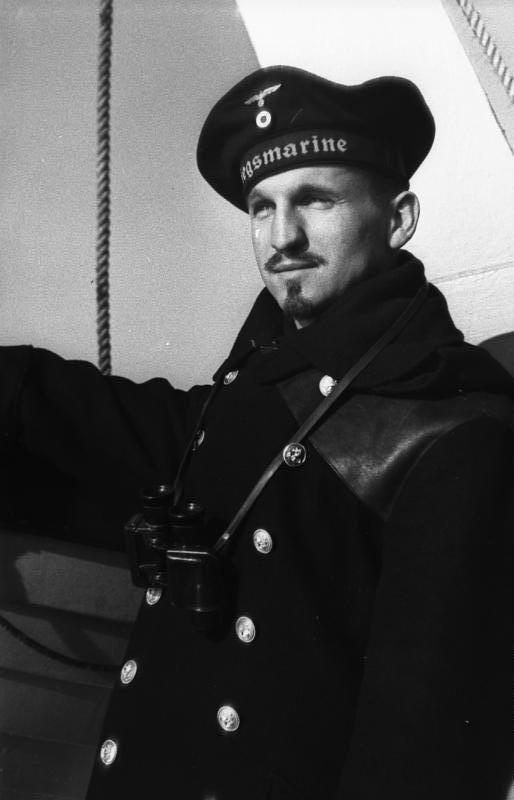
Matroos van de Duitse Kriegsmarine (1939)
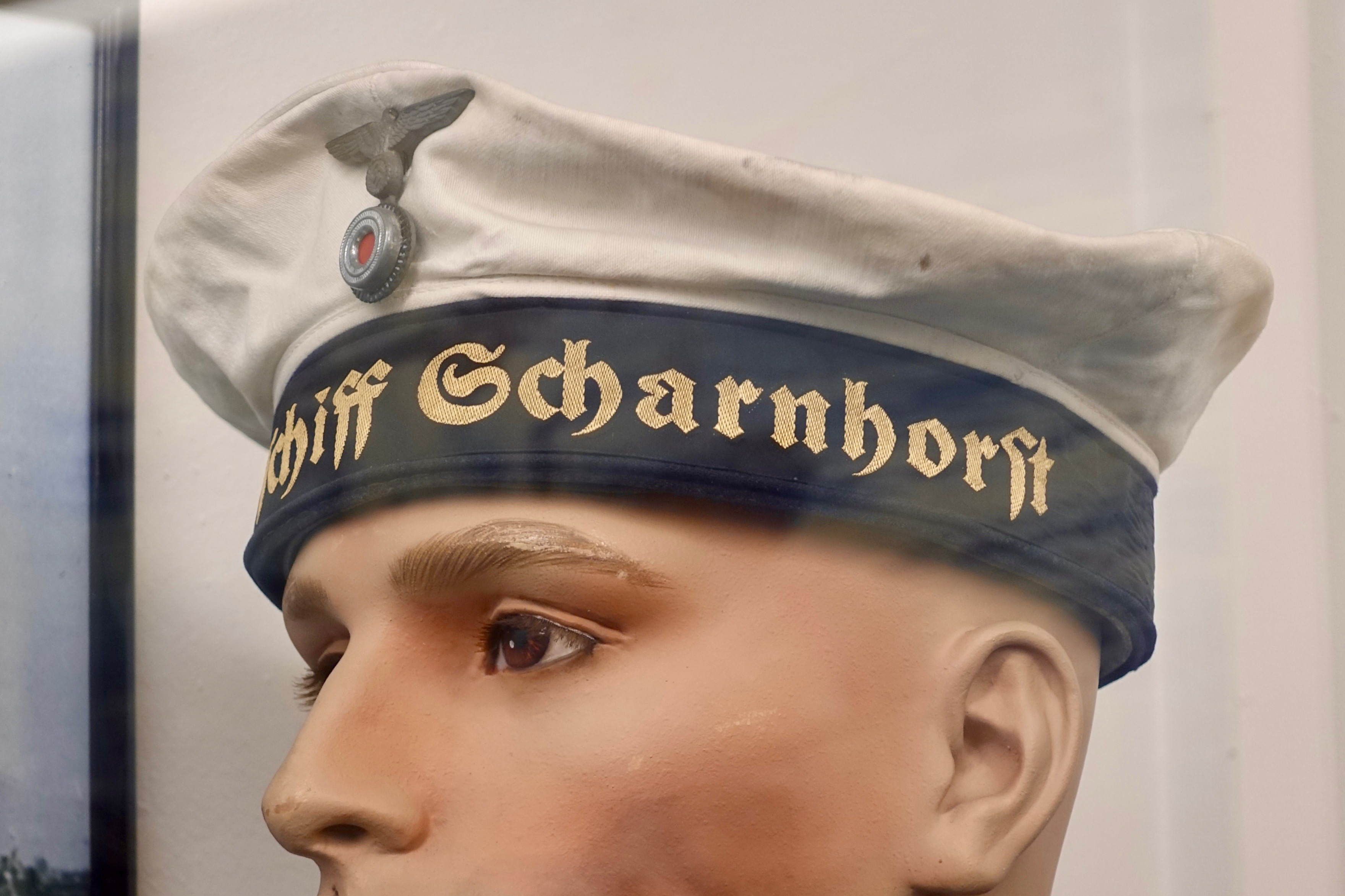
Matrozenmuts uit de Tweede Wereldoorlog met mutslint van het slagschip Scharnhorst
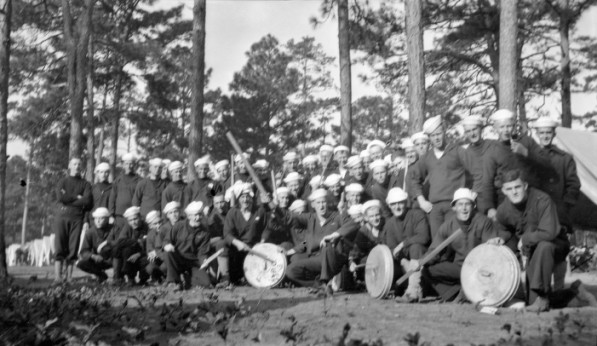
Matrozen van de US Navy met "dixie cup" mutsen
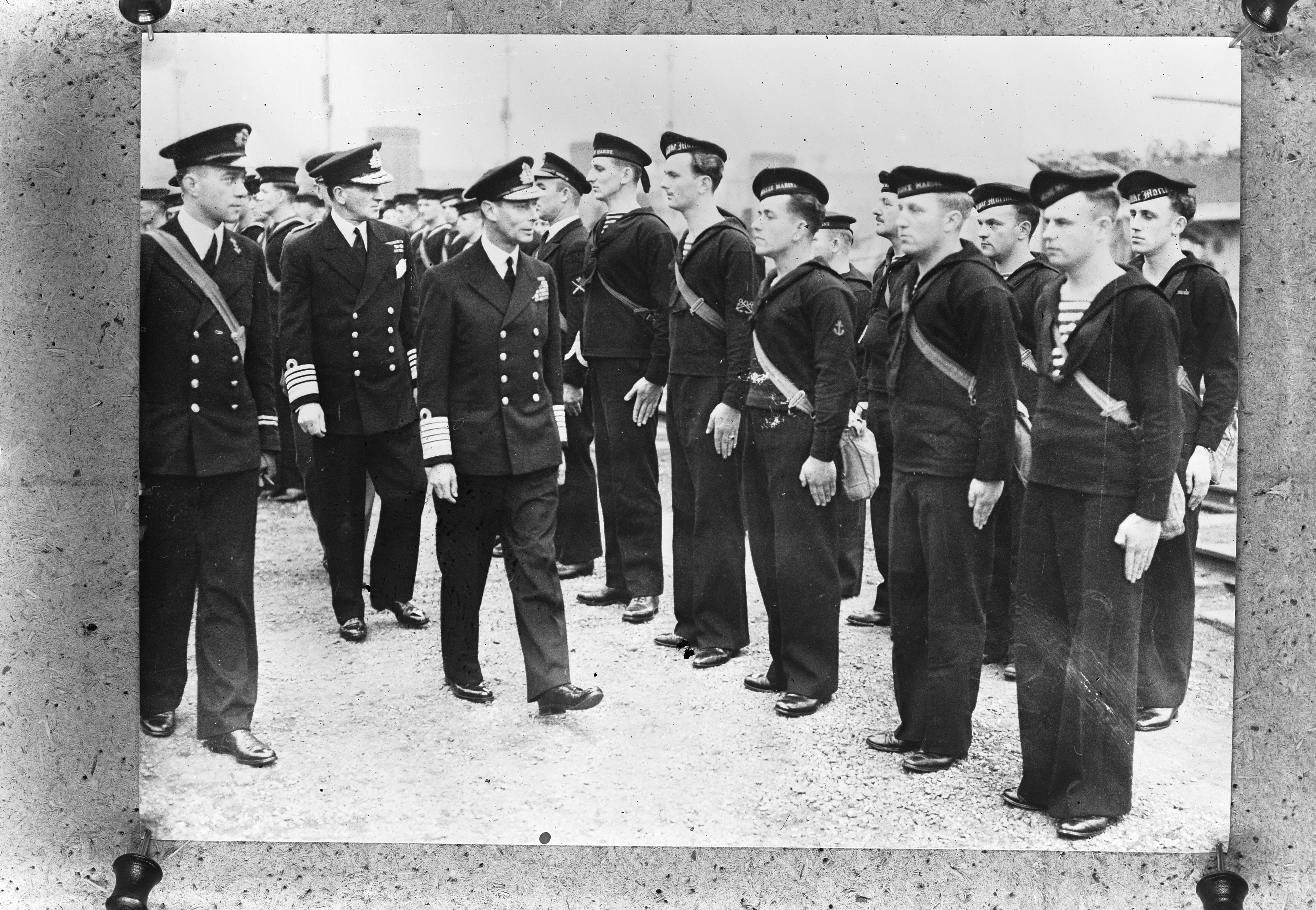
De Engelse koning George VI inspecteert een erewacht van de Royal Navy
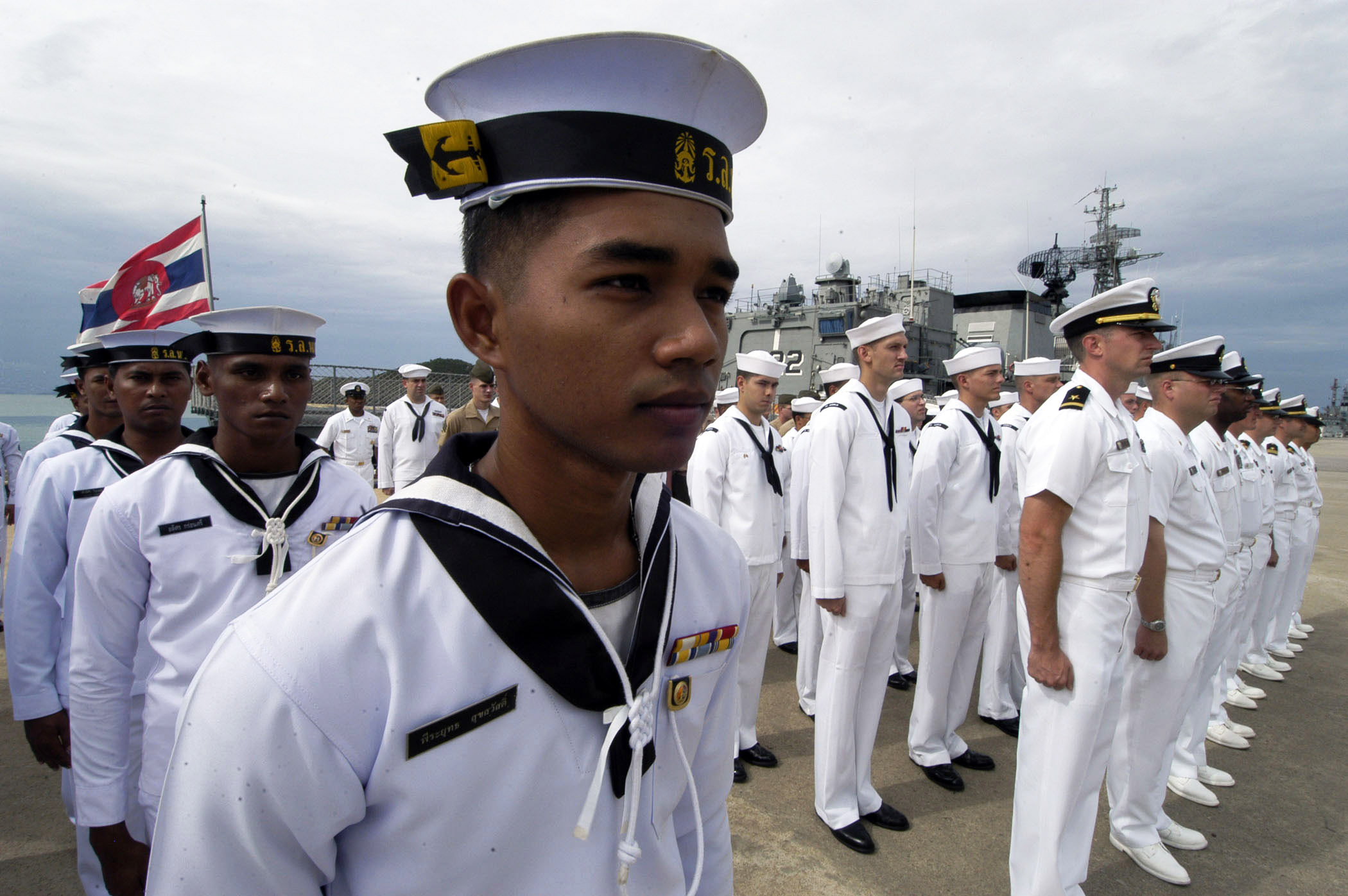
Thaise matrozen aangetreden naast Amerikaanse zeelieden
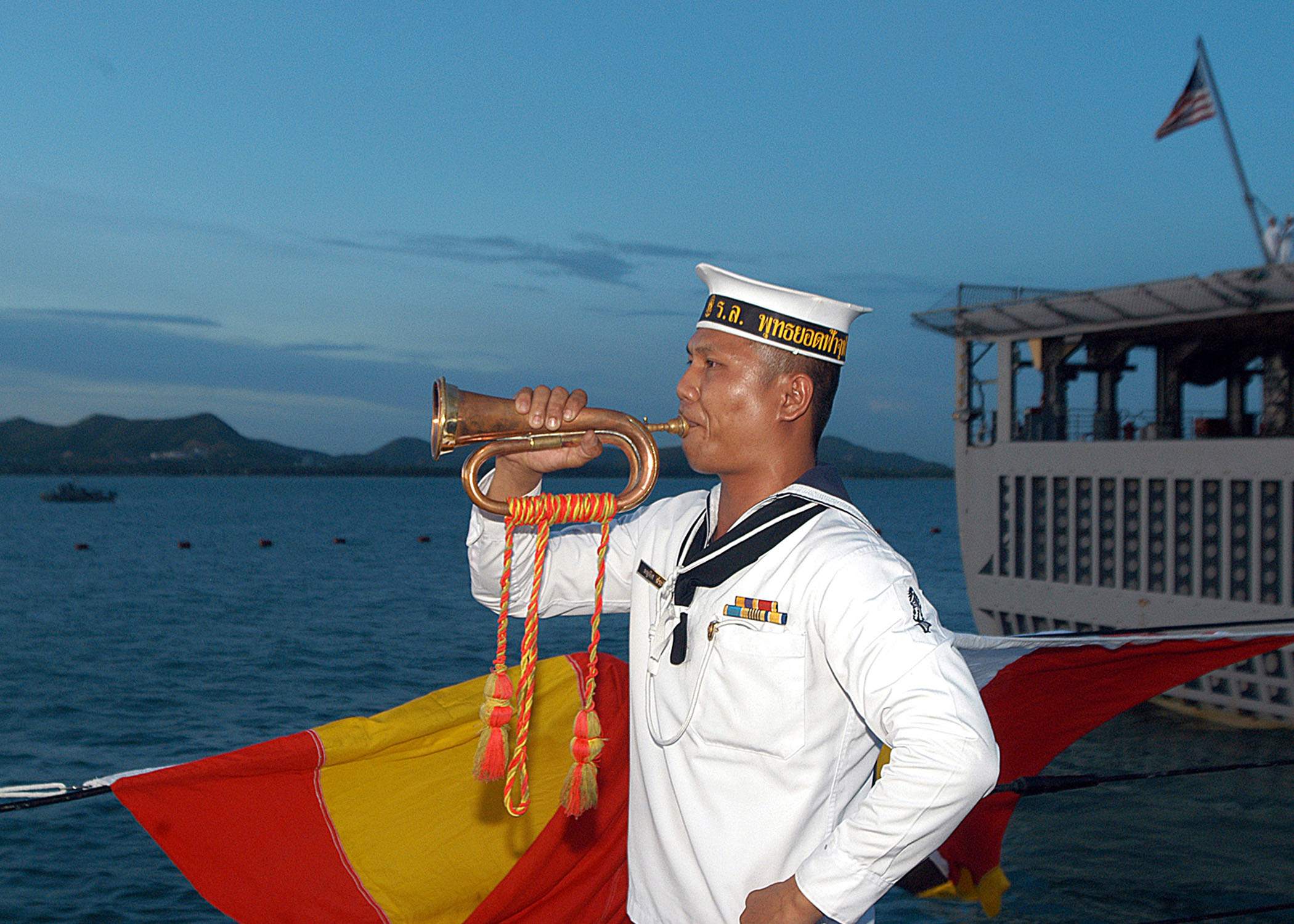
Thaise hoornblazer op het fregat ร.ล. พุทธยอดฟ้าจุฬาโลก (R.L. Phutthayotfa Chulalok) FFG 461
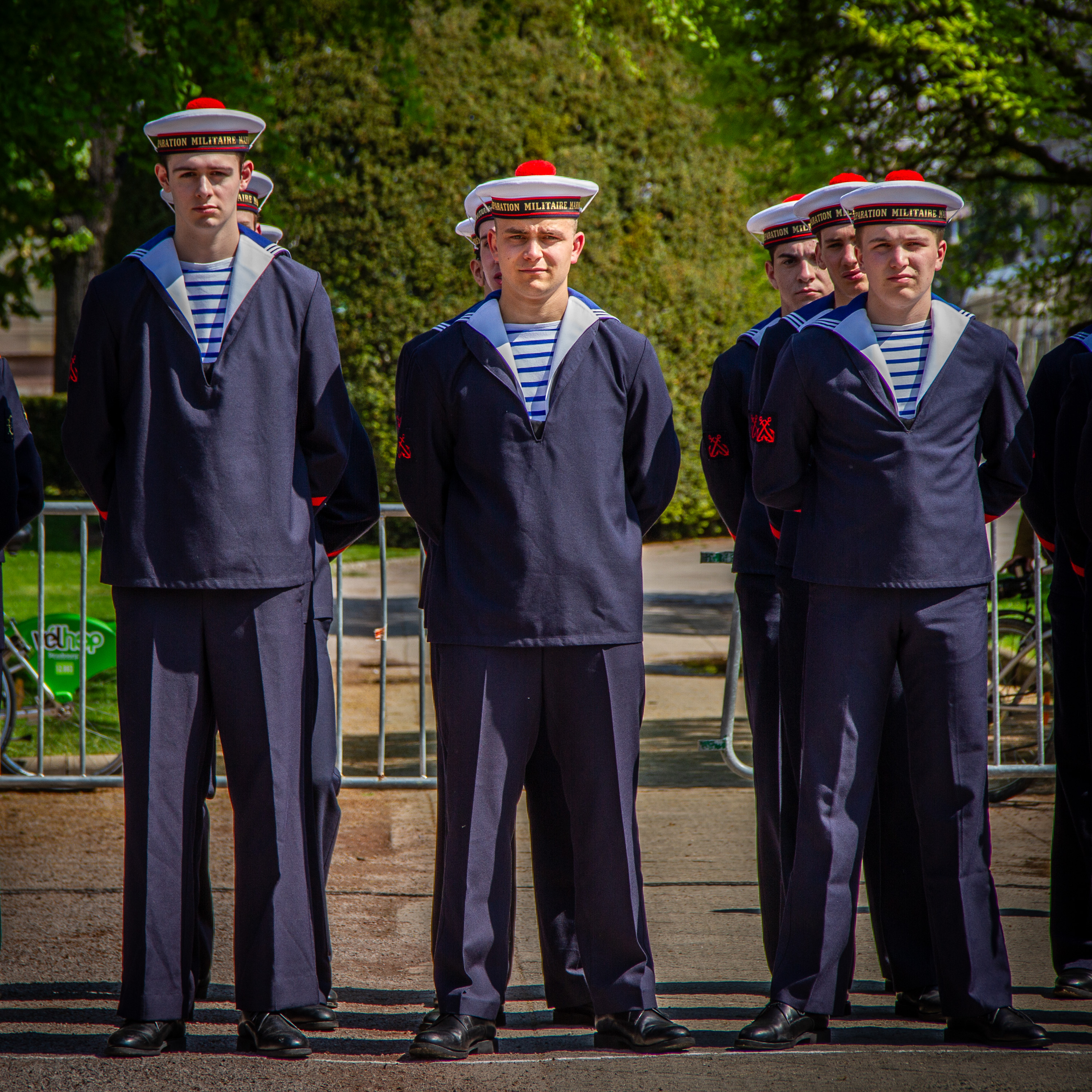
Franse matrozen met "bachi"
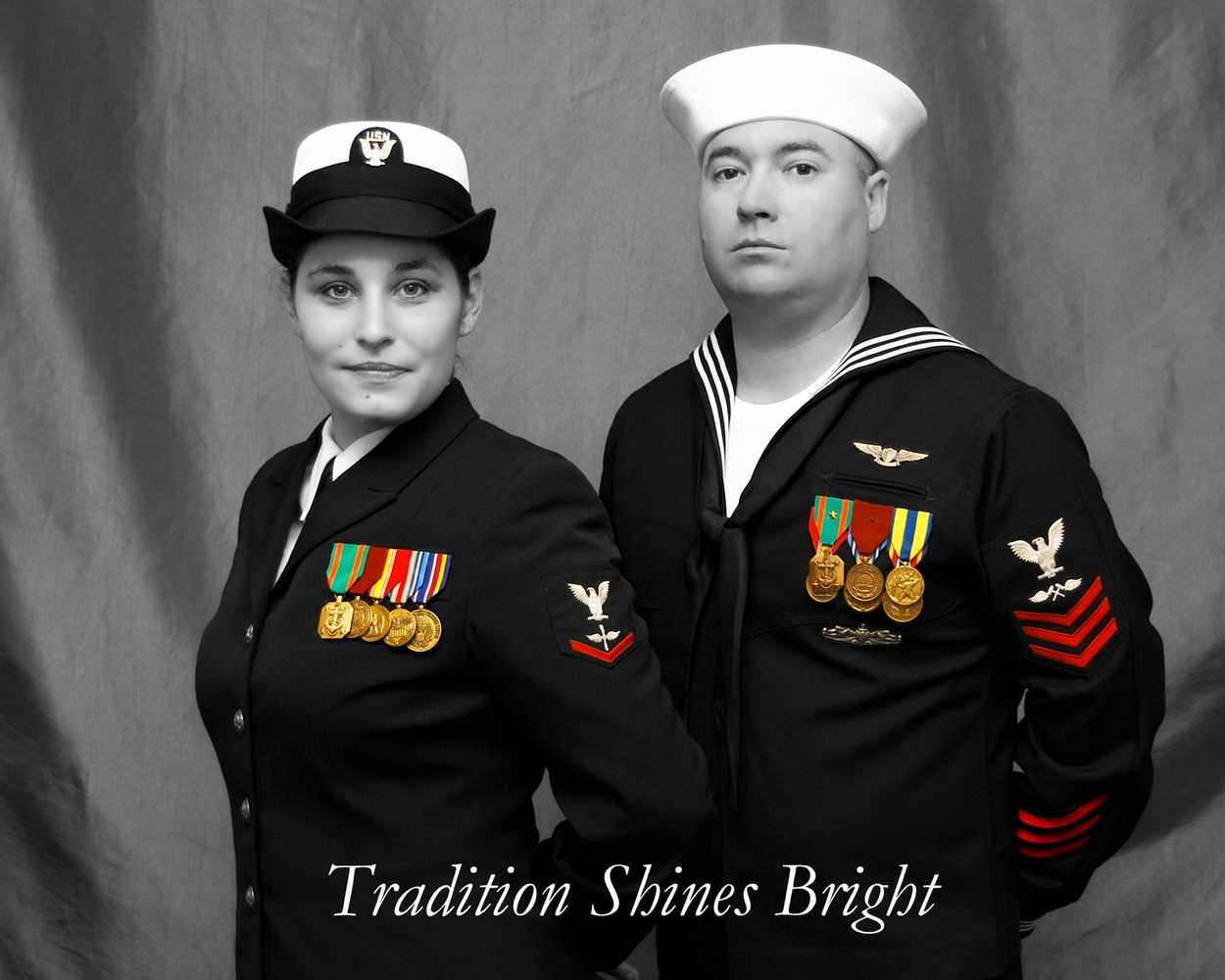
USN Bootsman (re) en korporaal in blauw service dress uniform
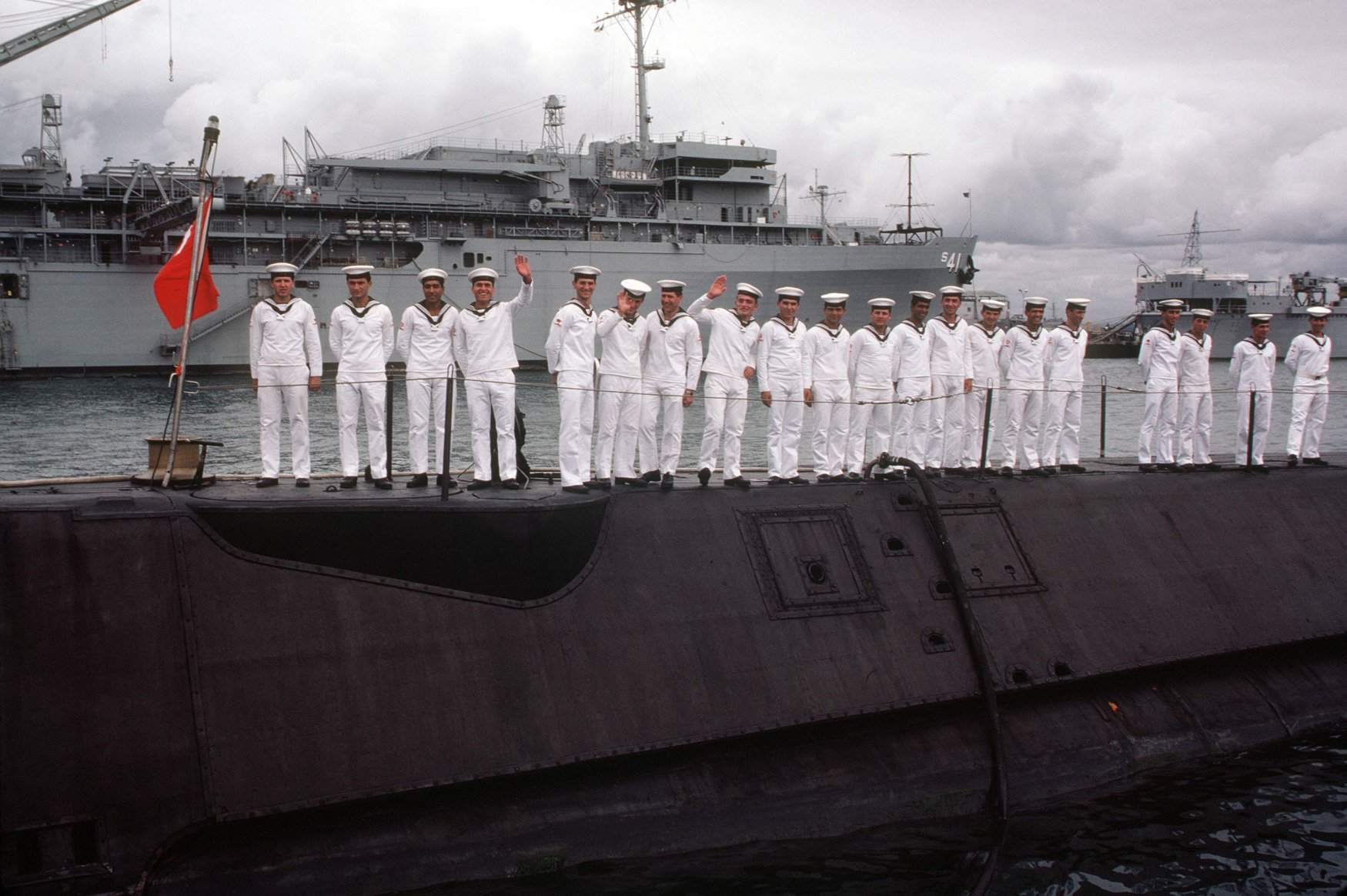
Turkse matrozen op de onderzeeër TCG Hızırreis (S-342)
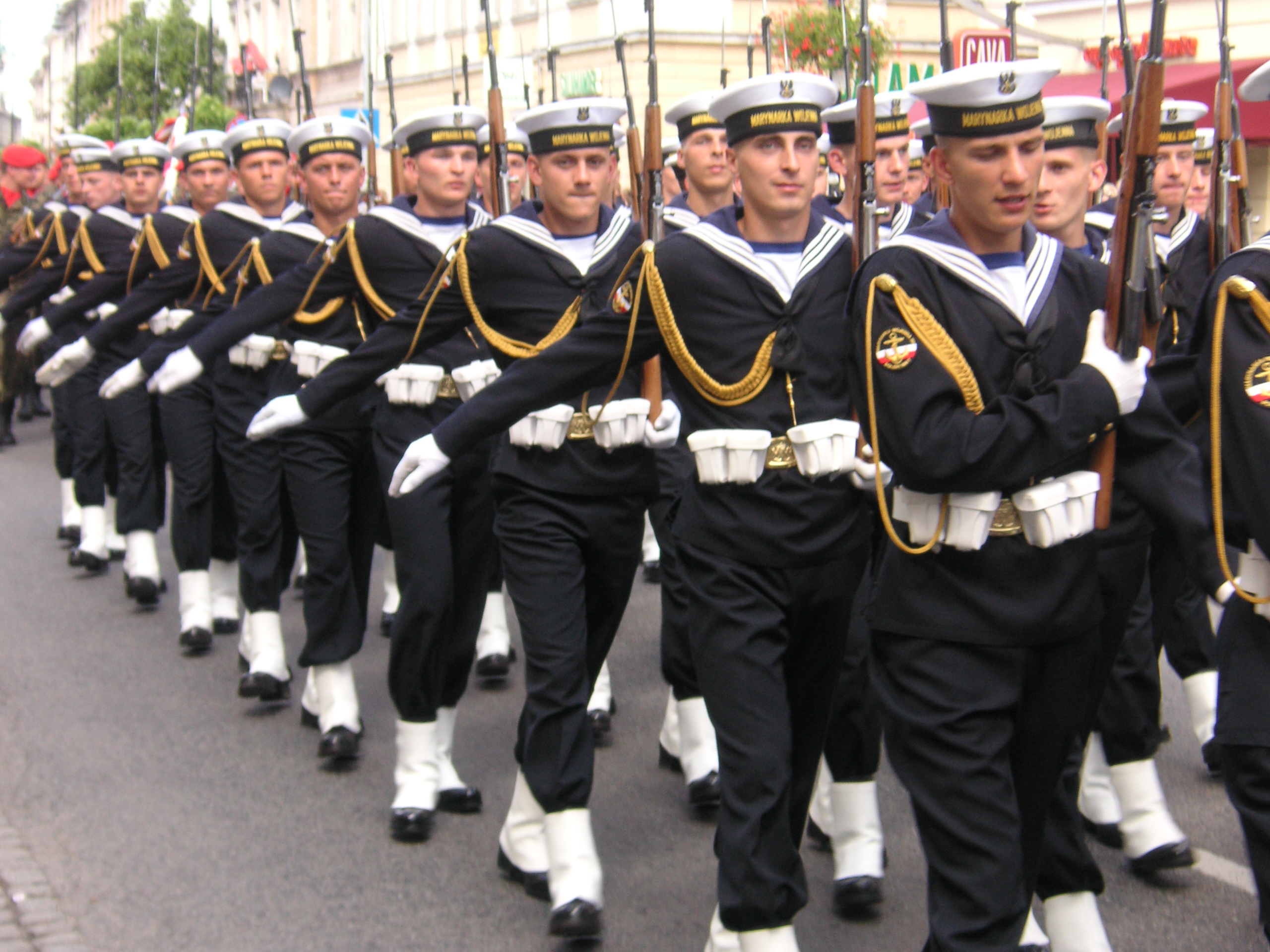
Poolse matrozen tijdens een parade in Warschau (2006)